# Ingmar Bergman

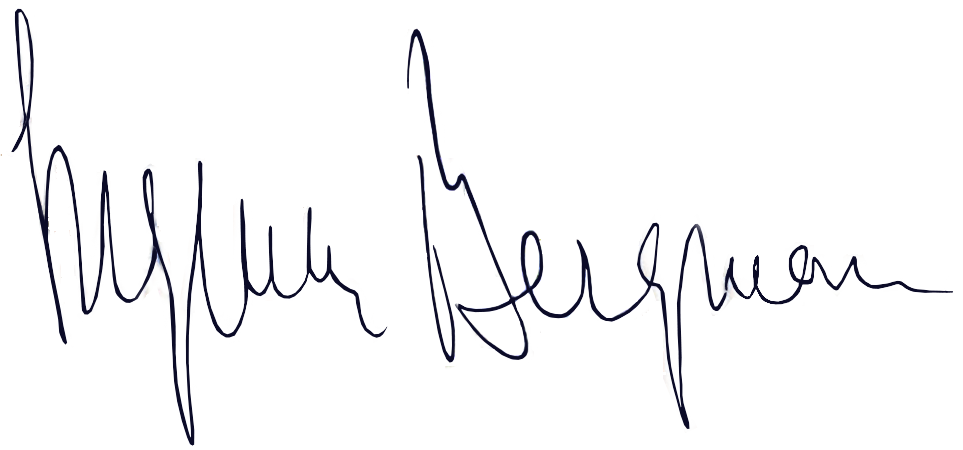
Bergmans namnteckning.

Ernst Ingmar Bergman, född 14 juli 1918 i Domkyrkoförsamlingen i Uppsala, död 30 juli 2007 i Fårö församling, Gotlands län, var en svensk film- och teaterregissör, filmproducent, manusförfattare, teaterchef, dramatiker och författare. Han är en av Sveriges internationellt mest kända kulturpersonligheter, och en av de främsta regissörerna i filmhistorien. Hans mest klassiska och kritikerrosade filmer inkluderar Sommarnattens leende (1955), Det sjunde inseglet (1957), Smultronstället (1957), Såsom i en spegel (1961), Nattvardsgästerna (1963), Tystnaden (1963), Persona (1966), Viskningar och rop (1972), Scener ur ett äktenskap (1973), Fanny och Alexander (1982) och Saraband (2003).
Bergman har under sin karriär regisserat och skrivit manus till över sextio filmer och dokumentärer för både bio och tv, samt regisserat över 170 teaterpjäser. Hans filmer utspelar sig främst i Sverige, och flera av dem spelades in på Fårö. Hans olika verk behandlar ämnen som förräderi, galenskap, tro, Guds existens, mänsklighet, död, ungdomars uppväxt, kvinnor och deras roll i samhället, och enkelhetens princip. Han skapade kreativa samarbeten med sina filmfotografer Gunnar Fischer och Sven Nykvist, och i hans skådespelarensemble ingick Harriet Andersson, Bibi Andersson, Liv Ullmann, Gunnar Björnstrand, Erland Josephson, Ingrid Thulin och Max von Sydow.

## Biografi

### Barn- och ungdomsår

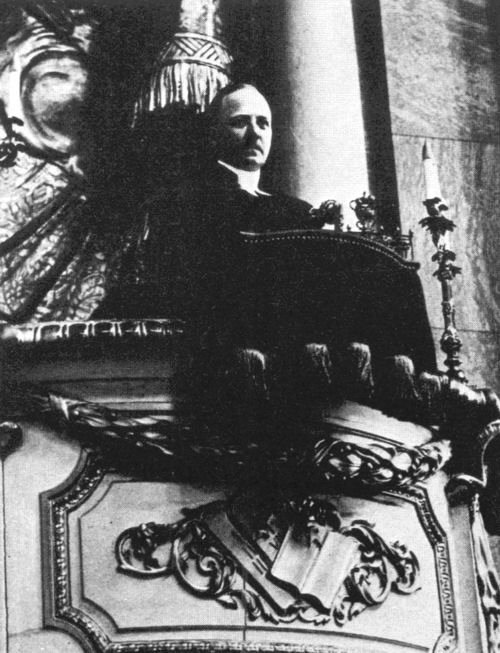
Erik Bergman.

Fadern Erik Bergman prästvigdes i Uppsala 1912 och var först präst i Forsbacka i Valbo församling i Gästrikland 1913–1918, varefter han med sin hustru flyttade till Stockholm. Han blev slutligen hovpredikant. 
Modern Karin Bergman, född Åkerblom, hade påbörjat en sjuksköterskeutbildning på Röda Korsets utbildning på Sabbatsbergs sjukhus, men tvingats avbryta denna år 1912 på grund av tuberkulos. I tio år bodde föräldrarna i Sophiahemmets prästgård när Erik Bergman förutom pastorsadjunkt (från 1918) i Hedvig Eleonora församling blev sjukhuspräst år 1924 på Sophiahemmet i Stockholm. Sonen Ingmar föddes i Uppsala, där föräldrarna mellanlandat i morföräldrarnas hem i samband med flytten från Gästrikland. Han döptes vid sommarhuset i Våroms i Dalarna en månad senare. Vid samma tid härjade den förödande pandemin av spanska sjukan och Ingmar Bergman uppgav senare felaktigt i sin självbiografi Laterna Magica att hans mor vid tiden för födelsen drabbats av pandemin, varpå den nyfödde skulle ha varit i ett försvagat tillstånd och nödgats nöddöpas på sjukhuset. Senare arkivforskning har dock visat att så inte var fallet, men att familjen senare drabbades av en lindrigare, kortvarig form av sjukdom. I familjen fanns även en fyra år äldre bror, Dag, och en fyra år yngre syster, Margareta. När fadern år 1934 blev kyrkoherde flyttade de till prästbostaden mittemot Hedvig Eleonora kyrka vid Östermalmstorg.
Bergman växte upp i ett prästhem med många religiösa bilder och för barnet konfliktskapande motsägelser vilket präglade hans arbetsteman livet igenom. Han beskrev ofta motsägelsen mellan å ena sidan det kristna kärleksbudskapet och å andra sidan faderns stränga disciplin och bestraffningar av särskilt den äldre brodern Dag, ett tema som Bergman använde i filmen Fanny och Alexander. Relationen till fadern förblev, enligt Bergman, länge komplicerad. I nämnda film skildras även hans, som pojke,  passion för sin dockteater och bildexperiment med sin älskade laterna magica-apparat.
Bergman var elev vid Palmgrenska samskolan vilket inspirerade honom till skolfilmen Hets (1944), hans första filmatiserade manus.
Bergman studerade vid Stockholms högskola åren 1937 till 1940 och intresserade sig för teater, senare för film. År 1937 började han regissera olika amatör-/studentteatersällskap i staden. Hans favoritdramatiker var  August Strindberg och Hjalmar Bergman. Han kom senare att bo vid Karlaplan på samma Stockholmsadress som Strindberg och fick från början av 1940-talet arbete som manusassistent under Hjalmar Bergmans fru Stina på Filmstaden i Råsunda. Från unga år skrev han ett stort antal pjäser och berättelser. Bergmans första uppsättning av den egna pjäsen Kaspers död skedde år 1942 på Stockholms studentteater. Han medverkade under sina tidiga år också som skådespelare i sina egna uppsättningar tillsammans med Erland Josephson och andra, med vilka han kom att samarbeta hela sitt liv. Efter ett antal inkallelser under andra världskriget ådrog han sig magsår vilket han skulle få dras med resten av livet. Han frikallades till slut från militärtjänst.

### Arbete och medarbetare

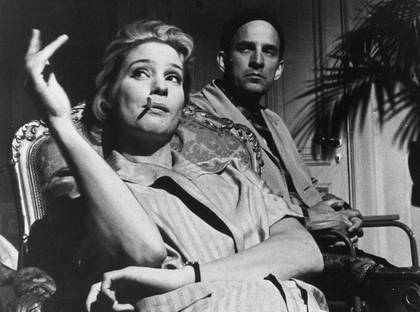
Ingrid Thulin och Bergman under inspelningen av Tystnaden.

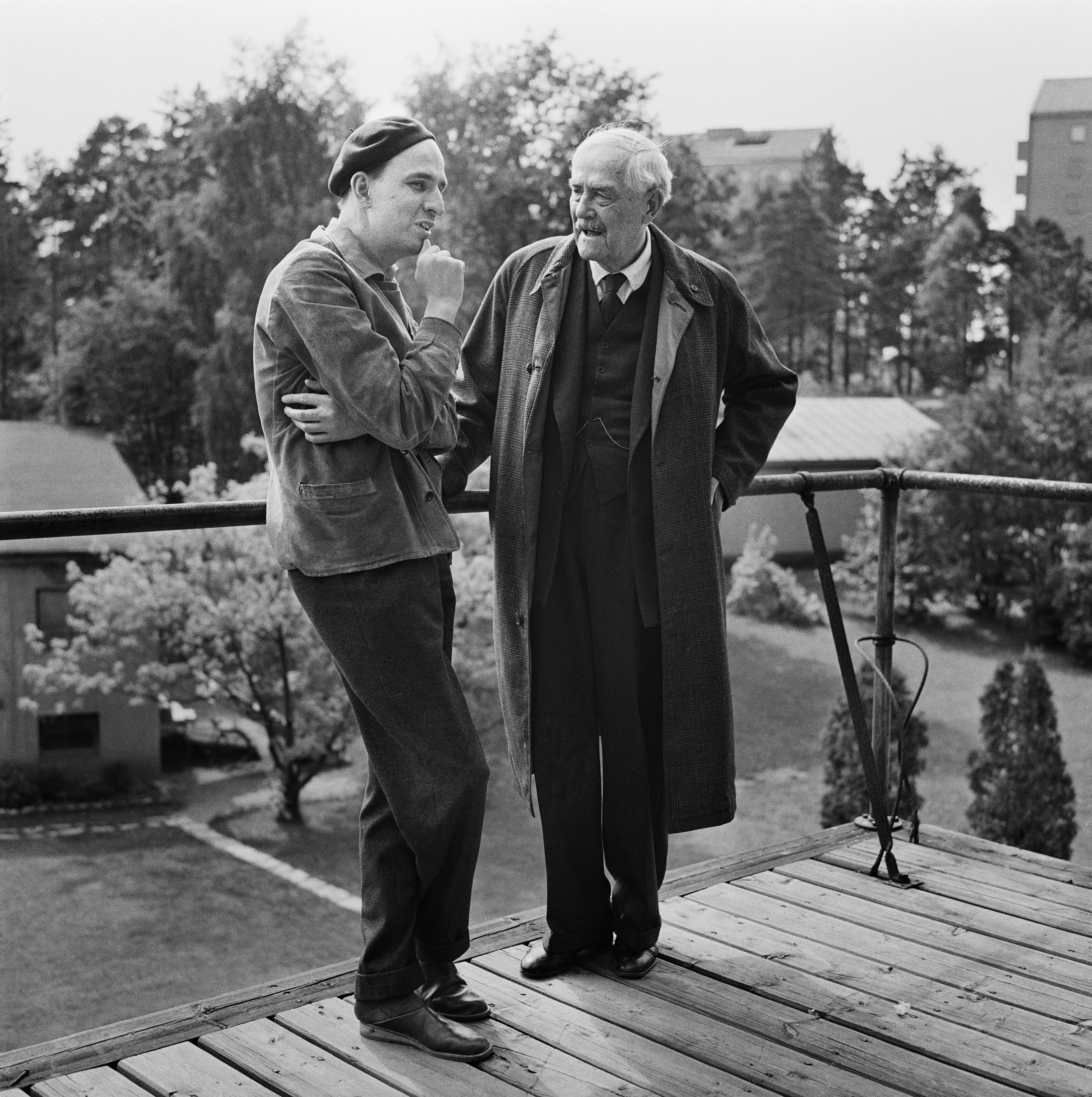
Ingmar Bergman och Victor Sjöström 1957 under en inspelningspaus av Smultronstället.

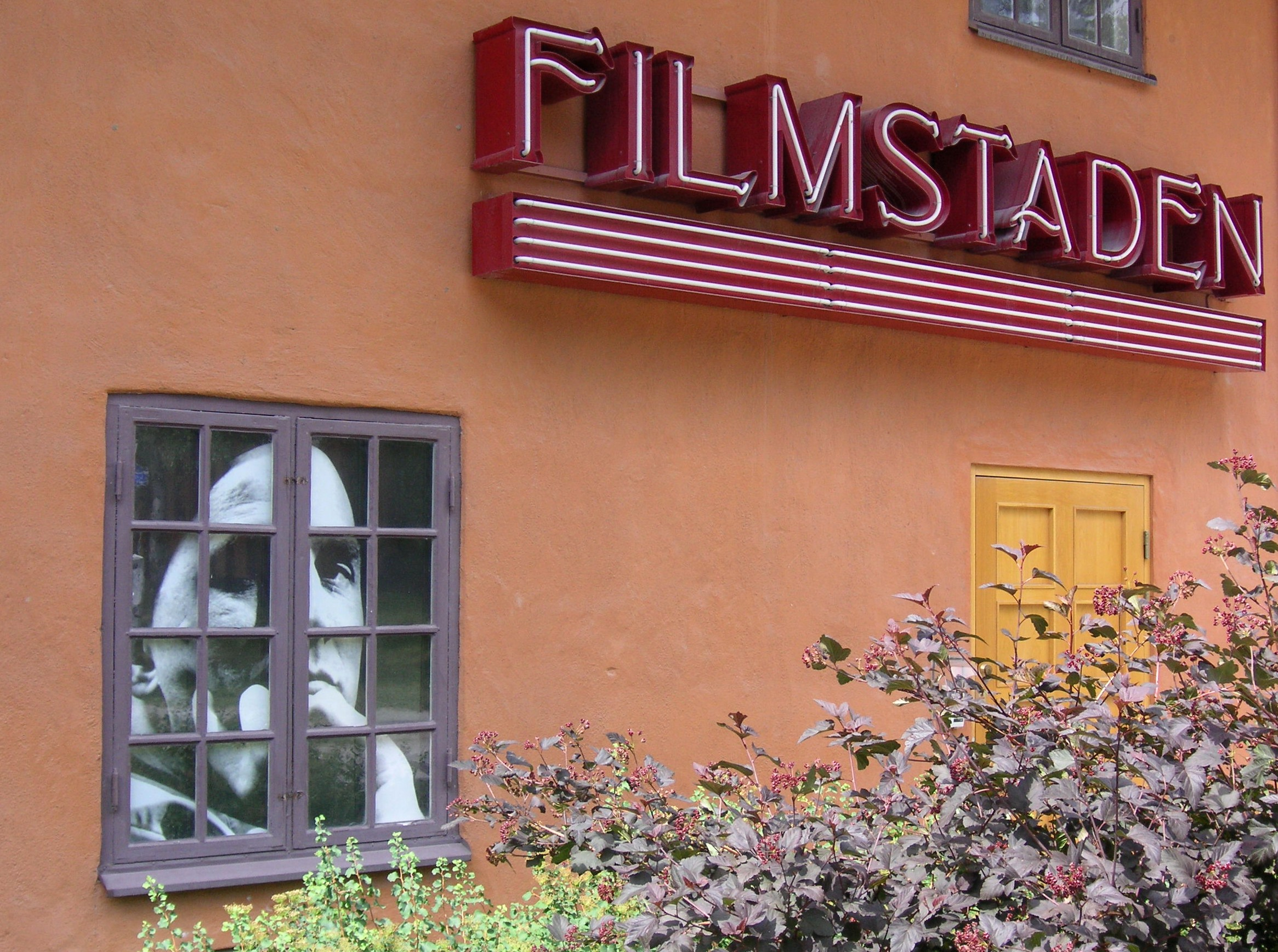
Bergman och Filmstaden.

#### Inledning och lärande
Bergman inledde sin teaterkarriär år 1937 som ledare av Mäster Olofsgårdens teaterverksamhet i Stockholms Stadsmissions kyrksal i Gamla stan i Stockholm. År 1940 blev han tillfällig regiassistent vid Operan. Under åren 1941 och 1942 drev han i Medborgarhuset på Södermalm den egna amatörteatern Medborgarteatern med ett flertal uppsättningar. Som en sidodel bildade han Sagoteatern för barn, Sveriges första verkliga barnteaterverksamhet, som år 1942 övertogs av Elsa Olenius att bilda grunden till vad som skulle bli den omfattande Vår teater.
Efter att i långa tider envist stått och hängt utanför grindarna till legendariska Filmstaden i Solna i hopp om att "bli upptäckt" väckte han slutligen uppmärksamhet innanför grindarna och fick år 1940 möjligheten att äntligen få komma in och börja arbeta som manusbearbetare och -medförfattare under Stina Bergman på Svensk Filmindustri. Baserat bland annat på sina egna olustiga skolminnen lyckades han där, efter en tid, finna intresse för att satsa på att filma det helt egna originalmanuset till den sedermera internationellt prisbelönta filmen Hets (1944), vilken blev hans filmdebut. Vid inspelningen var Bergman regiassistent/scripta åt regissören Alf Sjöberg. Efter denna framgång fick han år 1946 chansen att även göra sin debut som filmregissör med filmen Kris (1946) efter en pjäs av Leck Fischer. Inspelningen blev just en serie av kriser för den oerfarne regissören och resultatet kom att uppfattas som ett misslyckande. Efter det bestämde han sig för att lära sig allt om alla delar inom filmproduktion och gjorde många grundliga studiebesök vid Filmstadens alla olika avdelningar. Någon annan filmskola fanns vid denna tid inte att tillgå.
Utsikterna att få förtroendet att fortsätta göra film efter detta nederlag bedömdes som minimala. I detta läge kontaktades Bergman av Lorens Marmstedt, en risktagande, fristående filmbolagsdirektör samt producent för Terrafilm och Sveriges Folkbiografer. Marmstedt erbjöd en chans att få göra ännu en film, något Bergman senare med stor tacksamhet beskrev som sin stora räddning för den fortsatta yrkesbanan, och en film ledde till en annan. Från denna tid härrör filmerna Det regnar på vår kärlek (1946), Skepp till Indialand (1947), Musik i mörker (1947) och Fängelse (1949). Fängelse var den första film Bergman regisserade med eget originalmanus. I filmen spelade regissörskonkurrenten Hasse Ekman, som senare gjorde en älskvärd parodi på scener ur denna i en egen film. Snart kunde Bergman också återvända till Svensk Filmindustri med manus till filmer av Gustaf Molander och med den egna verket Hamnstad (1948), vilken innebar starten på ett mångårigt samarbete med filmfotografen Gunnar Fischer. Svensk Filmindustri producerade sedan de flesta av Bergmans kommande filmer.

#### Teatrar runt om i landet
Mitt i all denna filmprocess blev Bergman, 25 år gammal, utsedd till rekordung chef för Helsingborgs stadsteater den 6 april 1944. Efter Helsingborg flyttade han år 1946 vidare till Göteborgs stadsteater, där han många gånger omtalat de lärorika samtalen med dess chef Torsten Hammarén som avgörande för hans utveckling som regissör. Ofta brukade han i intervjuer citera dennes ord: "Det första en regissör måste lära sig är att lyssna och hålla käften". Hans debut i Göteborg direkt efter kriget var med världspremiären på Albert Camus grymma diktatorsdrama Caligula i november 1946. Uppsättningen blev mycket lovordad och blev Anders Eks genombrott i titelrollen. Han stannade i Göteborg till år 1950, då han gjorde invigningsproduktionerna till Intiman i Stockholm med bland annat, något för Bergman så ovanligt som, den politiske Bertolt Brechts Tolvskillingsoperan. År 1951 satte han på den nystartade Norrköping-Linköping stadsteater upp den ofta återkommande dramatikern Tennessee Williams Den tatuerade rosen. Med start under åren 1945–46 och sammanhängande från år 1952 kom han under större delen av 1950-talet att verka som regissör, dramatiker och konstnärlig ledare vid Malmö stadsteater, en tid han senare beskrev som den lyckligaste i sitt liv.
Till Malmö knöt han större delen av sin blivande stamtrupp av skådespelare och här regisserade han en uppmärksammad blandning uppsättningar, som Hjalmar Bergmans Sagan, Goethes Faust, August Strindbergs Kronbruden, Spöksonaten och Erik XIV, Molières Misantropen, Henrik Ibsens Peer Gynt, folklustspelet Värmlänningarna och Franz Lehárs operett Glada änkan med Gaby Stenberg. Några uppsättningar reste på bejublade gästspel till London och Paris. Under denna tid tillkom också flera av Bergmans mest kända filmer, som Sommaren med Monika, Gycklarnas afton – det första samarbetet med fotografen Sven Nykvist – Sommarnattens leende, Det sjunde inseglet (baserad på hans i Malmö uppförda pjäs Trämålning), Smultronstället, Ansiktet och Jungfrukällan.

#### Dramaten och utomlands
År 1951 debuterade Bergman som regissör på Dramaten med Björn-Erik Höijers pjäs Det lyser i kåken, och år 1961 återvände han dit, där han med uppehåll kom att stanna till sista uppsättningen år 2002. Under åren 1963 till 1966 var Bergman chef för Dramaten, då han bland annat utvecklade teaterns barnteaterverksamhet, men det blev en svår prövning för den normalt så oerhört kreative konstnären att vara låst vid administrativt arbete och det ledde till en tid av sjukdom.
Det var på Dramaten som den stora livsomvälvningen sedan inträffade år 1976, då han mitt under en teaterrepetition greps av polisen misstänkt för skattebrott. Händelsen väckte en stor uppmärksamhet, även internationellt. Bergman friades helt efter ett par månader i domstol, men kände sig så kränkt både fysiskt och psykiskt att han den 22 april 1976 offentliggjorde att han tänkte lämna landet. Efter en tid av kaos med icke-realiserade filmdiskussioner i Hollywood (bland annat en tänkt filmatisering av Glada änkan med Barbra Streisand) flyttade han till München. Staden blev hans hemort och arbetsplats från år 1977 till 1982.
I Tyskland gjorde han filmen Ormens ägg (1977), det i Norge inspelade, lovprisade kammarspelet Höstsonaten (1978), med Ingrid Bergman och Liv Ullmann, och Ur marionetternas liv (1980). I München arbetade Bergman vid Residenztheater. Han gästregisserade även på Nationaltheatret i Oslo år 1967, National Theatre i London år 1970,  Det Kongelige Teater i Köpenhamn år 1973 och på Festspelen i Salzburg år 1983.

#### Ovanlig mångsidighet och influenser
Bergman arbetade ständigt parallellt med teater och film som författare, regissör, producent. Utöver scenteater och film gjorde han under åren 1957 till 2003 ett stort antal produktioner för Sveriges Television, däribland Scener ur ett äktenskap (1973), Ansikte mot ansikte (1976) och manus till Den goda viljan (1992). Han gjorde en mängd produktioner för Radioteatern vid Sveriges Radio samt några uppmärksammade operauppsättningar som Igor Stravinskijs Rucklarens väg (1961) och den egna operan med Daniel Börtz, Backanterna (1991; TV-film 1993) på Kungliga Operan. Ett antal av hans filmmanus, pjäser och annat har givits ut i bokform. Under tiden i Malmö skrev han även balettlibretto.
Senare beskrev han, med en bild lånad från Anton Tjechov, relationen till de båda konstarterna teater och film som följer: Teatern är som en trogen hustru, men filmen är som min älskarinna. Han fortsatte på senare år som uppskattad och innovativ scenregissör, och det är tydligt att teatern påverkat hans filmskapande. Filmmässigt var han själv påverkad av en hel del fransk film, Victor Sjöströms Körkarlen, de tidiga stumfilmerna av Georges Méliès och satte som inbiten cineast, sedermera med egen biograf på Fårö, stort värde till exempel på filmer av Federico Fellini, Andrej Tarkovskij, Akira Kurosawa, Luis Buñuel och Jan Troell.
I slutet av 1960-talet förberedde "de tre giganterna" Bergman, italienaren Federico Fellini och japanen Akira Kurosawa ett unikt filmprojekt tillsammans, en kärlekshistoria berättad av var och en i sin egen version. Till Bergmans stora besvikelse genomfördes aldrig projektet, då Kurosawa blev sjuk och annat senare kom emellan. Med Fellini hade Bergman även andra orealiserade samarbetsdiskussioner genom åren.

#### Vidare arbeten och komplikationer
Bergman var ofta kallad "demonregissör" för sitt ofta hetsiga temperament och sin dynamiska, krävande personlighet. Han brottades också livet igenom med sina, som han uttryckte det, "dämoner", av olika slag (han förde hela listor över dessa olika slags plågande känslor och problemområden). Han föredrog intuitionen framför intellektet i sitt regiarbete och var känd och ofta uppskattad för sin speciella inkännande förmåga att få skådespelarna att känna sig "sedda".
Han lär ha sagt att han kände ett stort ansvar som regissör och att han måste, nästan som en av många upplevd "fadersfigur", stötta sina älskade skådespelare, men många var också de som kunde hamna i onåd om "kemin" inte stämde. Ingmar Bergman behöll en distans och kritik till sitt arbete under processen och sade att man måste hålla sig neutral och professionell när man bedömer en dags filmande. Många framstående skådespelare, regissörer med flera världen över har haft Bergman som en huvudinspiratör och förgäves sökt få arbeta med honom, och ett flertal utländska projekt diskuterades och förbereddes genom åren men blev av olika anledningar inte realiserade.
Bergman hade en osedvanlig begåvning och var ofta lyckosam med finansieringen av sina filmer och uppsättningar; men han fick också kämpa länge för många av sina hjärteprojekt, såsom Det sjunde inseglet, som slutligen fick spelas in med mycket knapp budget och inspelningstid, och många projekt blev aldrig av. I 1970-talets vänsterradikala kulturklimat hade han svårt att finna sin plats.[källa behövs] Filmen Beröringen (1970) gjordes i samproduktion med USA och för att kunna realisera en av hans främsta filmer, Viskningar och rop (1971), fick de flesta medverkande investera sina löner på vinst och förlust. Därefter blev Sveriges Television räddningen med TV-film/-serier och operafilmen Trollflöjten (1974).
Därefter följde hans ofrivilliga utlandsvistelse fram till år 1981, då han återvände med den mångfaldigt prisbelönta storfilmen Fanny och Alexander och en rad världsturnerande uppsättningar på Dramaten, inledd med Shakespeares Kung Lear (1984). Med detta förvandlades han alltmer från en ansedd tungsint, svårtillgänglig konstnär till en mer folkkär, mer lättillgänglig "nationalikon" i den bredare publikens ögon. Han sade att han varken brydde sig om popularitet eller jättebudgetar för filmer. Hans filmer hade ofta en liten budget i jämförelse med de accelererande budgetar som de mest populära filmerna oftast har. Han producerade på 1970- och 1980-talen också några filmer av andra regissörer som Gunnel Lindblom, Erland Josephson och Kjell Grede.
I motsats till de tidigare, på förlagor baserade, filmerna skrev Bergman från slutet av 1940-talet egna originalmanuskript för de flesta av de filmer han regisserade; ofta tog det månader eller år från idé till det att han började skriva. I arbetet var han mycket noggrann och gjorde minutiösa förberedelser för att, som han sade, därefter alltmer kunna våga tillåta sig att improvisera i samarbetsprocessen.
Bergman yttrade år 1982, efter premiären på Fanny och Alexander, att denna film skulle bli hans sista och att han nu främst tänkte regissera teater. Den blev också den sista långfilm han gjorde primärt för biograferna. De följande 20 åren ägnades åt ett antal tv-filmer, manuskript som kom att regisseras av andra filmskapare i hans närhet (t.ex. Trolösa regisserad av Liv Ullmann), samt många regiuppdrag både på Dramaten, Radioteatern och på Kungliga Operan.

## Den privata sfären
Bergman höll hårt på sin integritet och deltog inte mycket i det sociala offentliga livet. Med tiden växte en utvald grupp av vänner och återkommande medarbetare fram som ett "Stall Bergman" och inte många andra släpptes gärna in i denna inre krets. Minutiös noggrannhet med punktlighet, ordning, lojal hängivenhet och låsta dörrar för utomstående under arbetspassen gällde. I takt med att Bergmans berömmelse växte internationellt, växte också mängden hängivna beundrare och kulturmänniskor, som önskade få träffa eller arbeta med honom, och av många sågs han i det närmaste som en helig, dyrkad gudom. Inte minst i samband med samlevnaden med Liv Ullmann på 1970-talet blev det internationella mediatrycket allt större och han tvingades bygga murar kring huset på Fårö.

### Medarbetare
Bergman samlade en skådespelarensemble som återkom i hans filmer. Många av dem hade han först mött på teatern. Till dem hörde Max von Sydow, Bibi Andersson, Harriet Andersson, Gunnar Björnstrand, Erland Josephson, Eva Dahlbäck, Gunnel Lindblom, Stig Olin, Birger Malmsten och Ingrid Thulin. Norskan Liv Ullmann kom med i laget något senare, men arbetade länge och nära med Bergman. Senare tillkom bland annat Lena Olin, Pernilla August, Lena Endre, Peter Stormare och Elin Klinga. Även personer som Nils Poppe, Hasse Ekman och Hans Alfredson medverkade i Bergmans filmer.
Bergman började 1953 att arbeta tillsammans med filmfotografen Sven Nykvist med filmen Gycklarnas afton, men först 1960 i filmen Jungfrukällan ersatte Nykvist helt Bergmans dittillsvarande huvudfotograf Gunnar Fischer. Samarbetet med Nykvist varade länge och de två hade en nära och kreativ relation. Ofta behövde de endast ett minimum av gemensamma förberedelser. Han arbetade även gärna återkommande med samma tekniska personal i produktion efter produktion.

### Privatliv

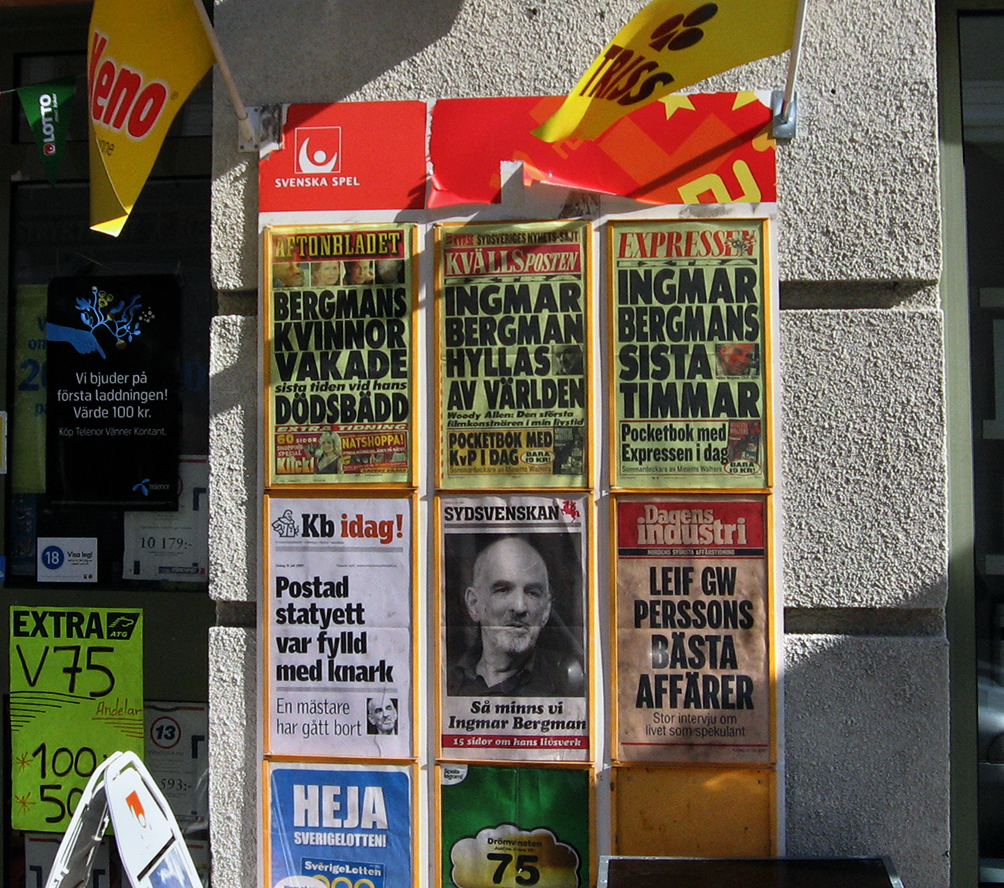
Löpsedlar 31 juli 2007.

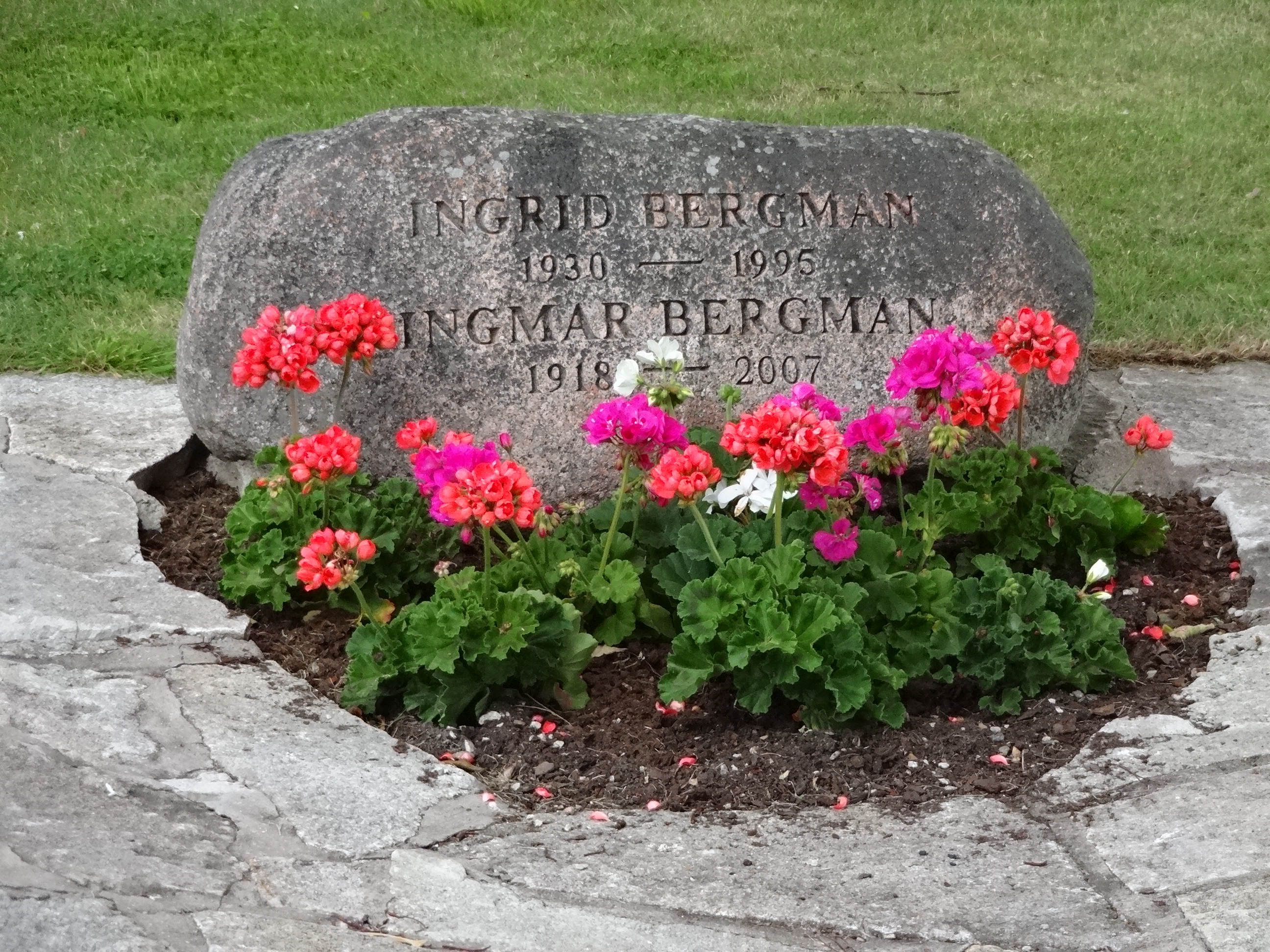
Ingmar Bergmans gravsten på Fårö kyrkogård. I samma grav ligger hans sista hustru Ingrid Bergman.

Ingmar Bergman var gift fem gånger: 
- 1943–1946 med koreografen med mera Else Fisher (1918–2006),[18][19][20]  med vilken han fick dottern Lena Bergman;
- 1947–1952 med regissören Ellen Strömholm, född Hollender (1919–2007)[21] som han hade fyra barn med, regissörerna Eva och Jan Bergman samt skådespelarna Anna och Mats Bergman;
- 1952[22]–1959[20] med sedermera översättaren och filosofie doktorn i slaviska språk Gunvor (Gun) Grut, född Hagberg (1916–1971),[20][22] med vilken han fick en son, flygkaptenen Ingmar Bergman (född 1951);
- 1959–1969 med pianisten Käbi Laretei (1922–2014)[23], som han fick sonen Daniel Bergman med;
- Från 1971 med Ingrid von Rosen, född Karlebo (1930–1995).[20][24] Det avslöjades 2004 att Bergman var biologisk far till ett av hennes barn från första äktenskapet, Maria von Rosen.[25]

Bergman levde 1965–1970 tillsammans med skådespelerskan och regissören Liv Ullmann och fick med henne en dotter, författaren Linn Ullmann. Detta och tiden därefter har Liv Ullmann skildrat i de båda böckerna Förändringen och Tidvatten. Han hade dessutom längre förhållanden med bland andra Harriet Andersson 1952–1955 och Bibi Andersson 1955–1959, båda långvariga medarbetare i hans filmproduktioner.
2013 utkom journalisten och författaren Thomas Sjöbergs biografi Ingmar Bergman – en berättelse om kärlek, sex och svek (Lind & Co). Boken skildrar regissörens kaotiska privatliv fram till hans sista äktenskap, men ger också en fördjupad bild av Bergmans uppväxt och hans nazistiska ungdomsinfluenser.

### Boenden
Sedan början av 1960-talet, med avbrott för åren i München, var Bergman delvis bosatt på Fårö, där han också spelade in flera av sina filmer, till exempel Såsom i en spegel (den första filmen inspelad där) och Persona. Han hade även en lägenhet vid Karlaplan och en mindre på Villagatan i Stockholm. På 1940-talet bodde han en tid under sitt första äktenskap i Abrahamsberg i Bromma. Under sin tid i Malmö på 1950-talet bodde han i de då nybyggda så kallade Stjärnhusen i området Mellanheden och under tiden med Käbi Laretei på 1960-talet bodde han såväl på ön Torö som i Djursholm. I sin barndom vistades han emellanåt hos mormodern i Uppsala och han återvände också gärna till barndomens semestertrakter i Dalarna.
Bergman flyttade till München 1976; han hade utvandrat från Sverige efter anklagelserna om skatteflykt och återvände inte för att göra spelfilm i Sverige förrän 1981, då han gjorde Fanny och Alexander. Däremot behöll han sin egendom på Fårö och sitt självständigt ägda filmbolag Cinematograph, och vistades där en hel del, främst under somrarna. Om befolkningen och naturen på Fårö gjorde han de båda dokumentärfilmerna Fårödokument 1969 och Fårödokument 1979.

## Tematik i Bergmans filmer

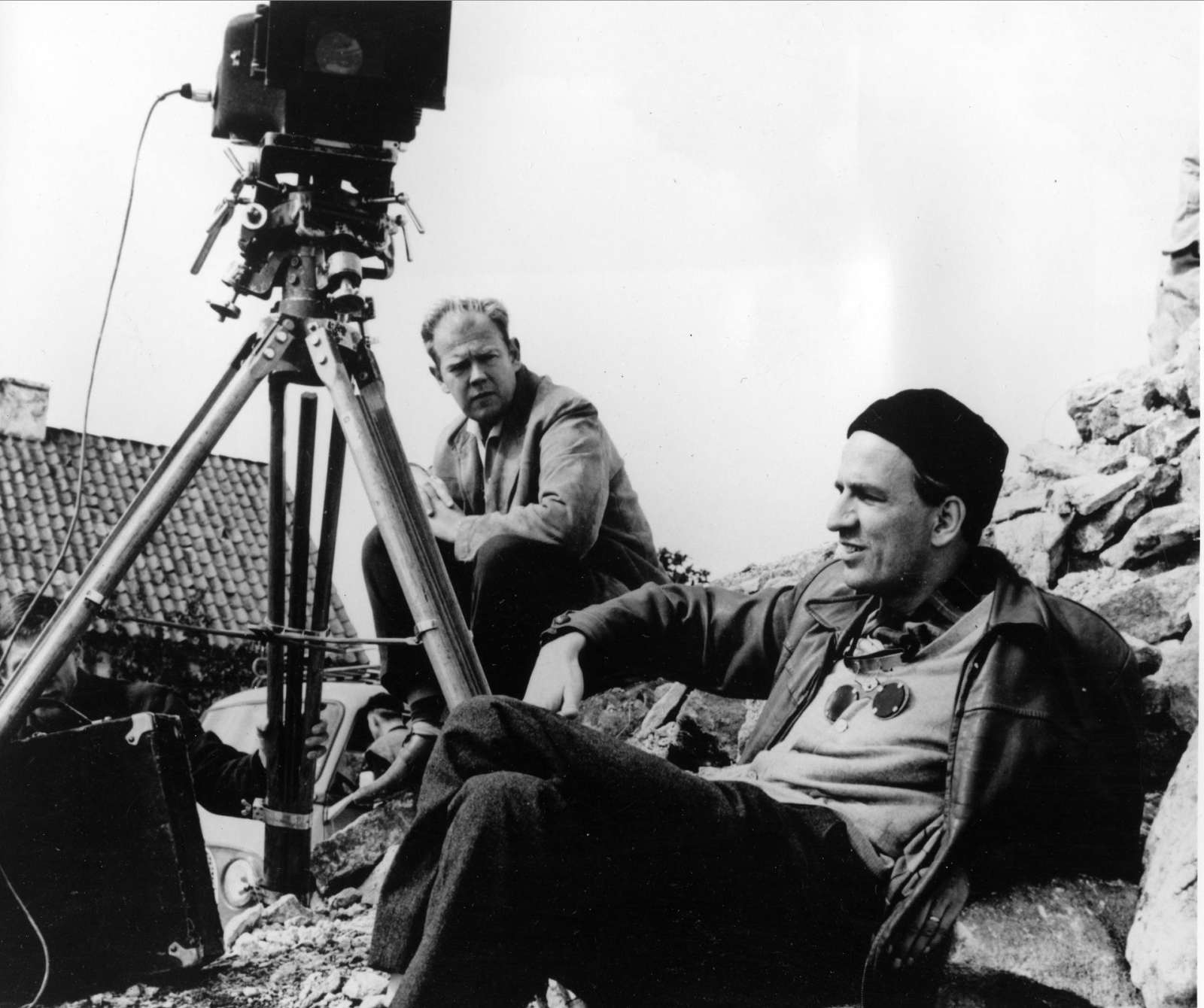
Sven Nykvist och Bergman under inspelningen av Såsom i en spegel.

### Namn
Många rollfigurer i Bergmans filmer har haft liknande namn. Detta har tolkats på olika sätt. Vissa namn har tolkats allegoriskt, till exempel bibliska namn såsom Isak och Tomas. Andra namn har tolkats utifrån sitt etymologiska ursprung. Alma är spanska för ”själ”; syster Alma i Persona skulle då symbolisera människans känsloliv, psyke eller inre tillstånd. Namnet Vogler kommer från släktumgänget i Bergmans barndomsvärld. Det är också besläktat med ”fågel”; Bergman sägs ha varit rädd för fåglar, och dessa rollfigurer har ibland tolkats som hotfulla.
Kanske är namnen bara tillfälligheter? Bergman själv skriver i sin arbetsbok till Viskningar och rop: "Anna. Det är ett bra namn visserligen har jag använt det i en massa sammanhang tidigare, men det är så bra."
En annan tolkning går ut på att titta på vilken typ av rollfigur det är som bär namnet. Vogler är ofta en konstnär av något slag (en kringresande magiker i Ansiktet; en skådespelerska i Persona). Vergérus är ofta en auktoritär, gärna vetenskapligt informerad figur (ett medicinalråd i Ansiktet; en sträng biskop i Fanny och Alexander). Vogler står för känslor medan Vergérus står för det rationella.
Återkommande förnamn: Albert, Alma, Anna, Eva, Fredrik, Henrik, Isak, Johan, Karin (Bergmans mors namn), Marie/Maria/Mia, Marianne.
Återkommande efternamn: Egerman, Jacobi, Rosenberg, Vergérus, Vogler, Åkerblom (Bergmans mors flicknamn).

### Konstnären och konstnärskapet
En av de mest typiska rollgestalterna i Bergmans filmer är konstnären; i åtminstone 25 av Bergmans filmer (och i de flesta av hans pjäser), har konstnären en viktig roll. Många av dessa verkar vara självporträtt av Bergman, som över huvud taget, med inspiration från August Strindberg, livet igenom använde sig av sina egna livsupplevelser och relationskonflikter (inte minst från barndomshemmet och mormoderns hem i Uppsala) i både filmer och teatertolkningar.
Dock har konsten i sig inte en särskilt stor roll; det visas till exempel sällan hur ett konstverk växer fram. Konst och konstnären verkar istället användas av Bergman som en bild av samhället och bristen på kommunikation mellan människor.
Det finns i stort sett två typer av konstnärer hos Bergman: den förödmjukade konstnären (till exempel Frost i Gycklarnas afton och Albert Emanuel Vogler i Ansiktet) samt den vampyristiska konstnären (till exempel David i Såsom i en spegel och Elisabeth Vogler i Persona).
Den förödmjukade konstnären är den som tvingas uppträda och förnedra sig inför en hotfull publik, och som sedan granskas och smädas. Den vampyristiska konstnären är den som parasiterar på andra människors erfarenheter och sedan använder detta material i sitt eget konstnärskap. En viss manisk rädsla för en "parasiterande" omvärld visavi den ständigt utsatte konstnären visar sig även bland annat i filmen Vargtimmen, som han först givit titeln Människoätarna.

### Förhållande till politik och samhälle
Bergman beskriver i en omdiskuterad passage i Laterna Magica sin egen politiska inställning under 1930-talet och andra världskriget som apolitisk och tyskvänlig, vilket ibland skulle ha glidit över i nazistsympatier.  Senare under världskriget skulle han dock utsätta sig för fara med uttalat anti-nazistiska teateruppsättningar, däribland urpremiärer på tre motståndspjäser, såsom det av nazisterna förbjudna danska dramat Niels Ebbesen av motståndsmannen Kaj Munk, som mördades kort efter premiären. Varken Dramaten eller någon annan teater hade vågat spela pjäsen på grund av tyska påtryckningar och liknande förhållande rådde med Rudolf Värnlunds pacifistiska ubåtsdrama U 39, båda 1943 på den nystartade, protestinriktade Dramatikerstudion, som utsattes för protester från tyska ambassaden i Stockholm och trakasserier från Utrikesdepartementet för sitt återkommande icke-neutrala repertoarval. Den tredje urpremiären var samma år på Stockholms studentteater med en pjäs om tyskarnas ockupation av Norge, Strax innan man vaknar, av den unge norske författaren Bengt Olof Vos. Som nybliven chef för Helsingborgs stadsteater satte han därefter upp en tydligt anti-nazistisk version av William Shakespeares maktdrama Macbeth 1944 bara några kilometer från det tysk-ockuperade Helsingör som "en antinazistisk, antihitlersk pjäs om en krigsförbrytare" Dessutom regisserade han senare Sverigepremiären på Peter Weiss drama från Nürnbergrättegångarna efter kriget, Rannsakningen, på Dramaten och i radio 1966.
Även om han generellt förhöll sig allmänt icke-politisk i sitt arbete, kom han senare att återkommande bearbeta teman och frågor om den utsatta, känsliga individen i förhållande till en svårgreppbar, ofta hotfull, destruktiv och krigisk omvärld. Detta rent konkret i filmer som Skammen (1968), om krigets verklighet, med sammanbrottet inför Vietnamkrigets grymheter i Persona (1966), en synbarligen gudlös främlingskapsvärld i ett Kalla krigets totalitära samhällsbildningar i Tystnaden (1963), ett krigshärjat, flykting-översvämmat Europa i Törst (1949), det framväxande Nazityskland i den tyska Ormens ägg (1976). Medeltidsdramat Det sjunde inseglet (1957), med sina existentiella livsfrågor och med symbolisk koppling till det konkreta kärnvapenhotet i samtiden, gick hos publiken  – med Bergmans ord i boken Bilder (1990) – "som en eldbrand genom världen". Mer symboliska former får ämnet i filmer som Hets (1944), med dess tyranniske lärare "Caligula", i det utsatta cirkusfolket i Gycklarnas afton (1953) och i den ångestjagade Vargtimmen (1968).
Att tvingas slutföra "brödarbetet" med det antisovjetiska spiondramat Sånt händer inte här (1950) i kölvattnet av den upprörande så kallade baltutlämningen 1946 och med verkliga baltiska flykting-skådespelare som medverkande, tog Bergman så hårt att han senare utfärdade visningsförbud på filmen (även om undantag gjorts för vissa cinematek och liknande). Han ansåg filmen vara krass spänningsunderhållning i stället för att ärligt skildra de verkliga mänskliga tragedierna och humanitära skandalerna som ägde rum i vår del av världen.
I förhållande till politiseringen och de nya synsätten hos yngre generationer kulturarbetare under den radikala 68-rörelsens samhällsförändringar fick Bergman växande svårigheter att finna sin plats. Många av de etablerade generationernas filmmakare och kulturpersoner fick allt svårare att kunna fortsätta sin verksamhet i Sverige. Vissa tvangs helt avsluta sin verksamhet, andra valde att söka sig utomlands. För att kunna genomföra filmen Viskningar och rop (1973) tvingades de medverkande själv satsa sina löner för projektets finansiering men möttes ändå av våldsamma kritikstormar från oliktänkande grupper. När han sedan 1976 greps av polis på Dramaten på oriktiga grunder anklagad för skattebrott var kollisionen ett slutgiltigt faktum.

### Det andliga och det världsliga
Som fantasifull son till en sträng prästfader – jämför bilden av den bestraffande Biskopen i Fanny och Alexander (1982) – präglades mycket av Bergmans arbetsliv av grubblerier rörande de kristna frågorna och hans liv kom att pendla i olika perioder mellan dess dualitets poler med en stor dos av ångest som följd, en vandring mellan hopp och tvivel. Under större delen av livet fram till 1960-talet drevs han ofta av en djup religiositet i sitt arbete och höll ibland närmast små predikningar för sin ensemble, till exempel under arbetet med Det sjunde inseglet. Från 1960-talet skedde en förändring med en tid av närmast agnosticism, där han kom att rationellt överföra sin tro närmast till en humanistisk syn, att "människan bär sin egen helighet" och med döden är det "bara som att släcka en glödlampa", något han kände som oerhört befriande och logiskt. Han började nu formulera sina pendlande tvivel i filmer som trilogin Såsom i en spegel (1960), Nattvardsgästerna (1962) och Tystnaden (1962). Den sistnämnda filmen hade han först givit titeln "Guds tystnad". Denna påbörjade väg av religiöst tvivel följdes samtidigt alltmer av ett sökande efter ett fördjupat, "metafysiskt" gränsöverskridande filmspråk i mer ångestburna, experimenterande verk som Persona (1966), Vargtimmen (1966), Skammen (1967), Riten (1967), Viskningar och rop (1971), Ansikte mot ansikte (1975) och Ur marionetternas liv (1980). Enligt filmkollegan och vännen Vilgot Sjöman hade Bergman vid denna tid till och med blivit rasande då han såg dennes dokumentärfilm Jag rodnar (1981) från Filippinernas slumområden och anklagade honom för att ha blivit religiös, då Sjöman i filmen använde ord som "Gud" och "orättfärdigt" Mot slutet av hans liv började dessa förhållanden dock återigen alltmer närma sig sina tidigare års förandligade, hoppfulla trossträvan i ljuset av sin livslånga dödsångest och med förtvivlan över tanken på att inte kunna få återse sin sista hustru Ingrid efter hennes död. Han sade sig därför starkt förnimma hennes andliga närvaro i sitt vardagsliv och sade sig nu övertygad om ett liv efter döden. Denna nya försonlighet kan ses i verk som Enskilda samtal (1996) och slutverket Saraband (2003).
Hela livet strävade han efter att lyckas uppnå en översinnlig, drömlik världsupplevelse i sin konst. Om den ryske kollegan Andrej Tarkovskij skriver han i Laterna Magica: "När film inte är dokument är den dröm. Därför är Tarkovskij den störste av alla. Han rör sig med självklarhet i drömmarnas rum (..) Jag har hela mitt liv bultat på dörren till de rum där han rör sig så självklart." En film som den magiska Ansiktet (1958) rör sig mycket i denna riktning.
Den andra polen i Bergmans liv och verk rör de mer jordnära mänskliga relationerna, såväl de känslomässiga, psykologiska, ofta subtila nyanserna och spelen inom och mellan människorna –  något Bergman blivit internationellt känd för, liksom för sitt känsliga, lyssnande arbete med skådespelarna – som de mer intima och ofta komplicerat sinnliga relationerna. Som ung beskriver Bergman sig som en ensam, hämmad man med udda kulturintressen, men med tiden kom han att utveckla en lång rad intima relationer till inte minst många av sina skådespelerskor. Detta är ett ämne som med en pendling mellan lustfylldhet och komplikationer skildras i filmer som till exempel Det regnar på vår kärlek (1946), Törst (1949), Till glädje (1950), Sommarlek (1950), Kvinnors väntan (1952), Sommaren med Monika (1952), En lektion i kärlek (1953), Sommarnattens leende (1955), Lustgården (1961), För att inte tala om alla dessa kvinnor (1963), En passion (1968), Beröringen (1970), Scener ur ett äktenskap (1972), Ur marionetternas liv (1980), Fanny och Alexander (1982), De två saliga (1985) och Trolösa (2000). Det rör sig dock knappast om några komplikationer i förhållande till religiösa frågor eller förbud.

### Formexperiment
Bergman räknas även som en av de stora bidragande förnyarna inom filmkonsten. Han har rört sig inom olika stilar från mer poetiska, episka filmer till närmast neorealistiska skildringar som Hamnstad (1948) och Sommaren med Monika (1952). Han har experimenterat med klippteknik och med drömlika former som till exempel i Smultronstället (1957) och Tystnaden (1962), gjort egensinniga historiska kostymfilmer som Det sjunde inseglet (1956) och Jungfrukällan (1959) och ett antal inträngande, psykologiska kammarspel människor emellan, en egen form man inte minst förknippar med Bergman. Med den tyska Ur marionetternas liv (1980) närmar han sig en erotiserande, grävande tysk stil i riktning mot Rainer Werner Fassbinder eller Margarethe von Trotta.
Persona (1965) är en av Bergmans mest kända filmer och kännetecknas av att den är både existentiell och avantgardistisk. Den och Viskningar och rop (1973) ansåg Bergman vara sina bästa filmer, då de till det yttersta tänjer filmkonstens gränser. Viskningar och rop är unik i sin kromatistiska komposition; färg och musik samspelar här oöverträffat.

## Teaterns och musikens värld

### Teatern
Det hör inte till vanligheterna att en person så till den grad kombinerar teater- och filmregi som Bergman gjorde, men för honom var det en naturlig växelverkan, som ofta inspirerade och korsbefruktade varandra. Inte sällan kan man spåra olika perioder då en teaterproduktion inspirerat till filmers utformning, inte minst vid den kreativa tiden vid Malmö stadsteater på 1950-talet, då uppsättningen av operetten Glada änkan (1954) ledde till den lättsamma filmen Sommarnattens leende (1955), den egna medeltids-pjäsen Trämålning (1955) blev grunden för filmen Det sjunde inseglet (1956), och Molière-pjäser som Don Juan (1955) och Misantropen (1957) hade tematiskt samband med filmen Djävulens öga (1960). I och med uppbrottet från det frodiga Skåne blev formen allvarligare, mer samtidsmedveten.
Bergmans ursprung var inom teatern, alltifrån barndomens dockteater och laterna magica-experiment i hemmet till amatörteatern vid Mäster Olofsgården, dit han i sin ungdom sökte sig närmast som en tillflykt från en komplicerad hemmiljö och där han emellanåt till och med sov på teatergolvet inlindad i en matta. Därifrån gick vägen vidare via barnteater i Medborgarhuset, uppsättningar för folkparksturnéer och allt mer professionella produktioner på såväl Stockholms studentteater som den av bland annat Vilhelm Moberg nystartade Dramatikerstudion, för att 1944, 26 år gammal, bli rekordung chef och försteregissör för Helsingborgs stadsteater. Redan tidigt uppmärksammades hans uppsättningar och fick ofta lysande recensioner i pressen. Han skrev och regisserade också ett antal egna teaterpjäser för scen och radioteatern och är fortlöpande en av de mest spelade nordiska dramatikerna på scener världen över, inte minst genom scenversioner av filmmanuskript.
Av de drygt 130 scenuppsättningar och drygt 40 radioteater-produktioner han regisserade var det vissa dramatiker och pjäser som återkom gång på gång genom livet. Den ojämförlige favoriten och själsfränden var August Strindberg. Av honom regisserade Bergman totalt 31 uppsättningar, av dem var fyra av Ett drömspel, fyra av Spöksonaten och tre av Pelikanen. För sina historiska dramer tog Strindberg fasta på William Shakespeares grepp att göra kungahistorierna levande genom att ta sig friheten att använda sig själv och sina egna personliga livserfarenheter och impulser i gestaltningen, snarare än att vara distanserat respektfull, och detta arbetssätt kan man säga att Bergman i sin tur övertog från Strindberg. Bergman har blivit internationellt känd för att återkommande gestalta sitt eget och konfliktrelaterade släktingars liv och upplevelser i både teater och film på sitt omisskännliga personliga sätt. (Detta kompromisslöst utlämnande och seriösa arbetssätt har senare i sin tur, likt en igenkännbar svensk linje, närmast synonymt med den gängse internationella Sverigebilden, gått vidare i Lars Noréns dramatik. Bergman tyckte att Norén var genialisk men kom aldrig själv att ge sig på att arbeta med hans verk.)
I första delen av livet återkom han även ofta till dramatik av ungdomsidolen Hjalmar Bergman, vars Sagan utgjorde inte mindre än fyra uppsättningar av totalt nio av denne namne; Malmö-uppsättningen med Bibi Andersson i huvudrollen 1958 gästspelade även i Paris med hjälp av insamlade pengar från malmöborna. Vid denna tid gjorde han även produktioner av samtida dramatiker som Tennessee Williams (fyra uppsättningar), Jean Anouilh (fem uppsättningar) och svenskar som Björn-Erik Höijer (sex uppsättningar) och Olle Hedberg. En annan följeslagare genom livet har varit Henrik Ibsen, vars Peer Gynt han återvände till två gånger: med Max von Sydow i Malmö 1957 och på Dramaten med Börje Ahlstedt 1991. Dessutom återkom ofta klassiker som William Shakespeare, med totalt tio produktioner, varav tre av det våldsamma maktdramat Macbeth, och Molière, med nio produktioner, varav tre av Don Juan och tre av Misantropen. Även pjäser av bland andra Per Olov Enquist stod på repertoaren.
Däremot var han inte intresserad av vare sig 1960- och 1970-talens politiska teater eller den mer intellektuellt experimenterande eller absurdistiska teatern med författare som Samuel Beckett, Eugene Ionesco eller Harold Pinter, vilket han kallade för "snabbmat för otåliga". Det närmaste han kom dessa former var väl två uppsättningar av Luigi Pirandellos märkliga Sex roller söker en författare (den ena med bland andra Liv Ullmann i Oslo 1967), uppsättningar av amerikanske Edward Albee och polske Witold Gombrowiczs Yvonne, prinsessa av Burgund i två versioner på äldre dagar. Enligt Bergman skulle teatern "vara människans möte med människan och ingenting annat". Han balanserade hela livet mellan att vara å ena sidan en utmanande, personlig teaterskapare och å andra sidan en ansvarskännande klassisk "teaterdirektör" med sin dos av väletablerade klassiker och gångbara namn. Förutom att ha ett visst drivande medansvar för sina tidigare verksamheter, var han teaterchef på Helsingborgs stadsteater 1944–46 och Dramaten 1963–66, samt Dramachef under sin tid på Malmö stadsteater 1952–58. Under framför allt 1940–1960-talen var han mycket verksam även på Radioteatern och TV-teatern, samt gjorde en del musikdramatiska uppsättningar, såsom Mozarts opera Trollflöjten på Sveriges Television 1974 och Sverigepremiären i april 1961 av Igor Stravinskijs opera Rucklarens väg  på Kungliga Operan, där också hans egen och Daniel Börtz opera Backanterna hade urpremiär 1991. Han har dessutom satt upp det klassiska svenska sångspelet Värmlänningarna, både för Radioteatern 1951 och på Malmö stadsteater 1958, och Bertolt Brechts Tolvskillingsoperan 1950 på Intiman.

### Musiken
Musiken var för Bergman en tröstare och en livsviktig inspirationskälla genom livet. "Om jag var tvungen att välja mellan att förlora synen eller hörseln – då skulle jag behålla hörseln", sade bildskaparen i en intervju och "film är nästan som musik", "som filmskapare har jag lärt enormt mycket av min hängivenhet till musiken”. Han menade att han alltmer kom att bygga upp sina manus och produktioner med satsuppbyggnad och precision som musikkompositioner. Vid filminspelningar föredrog han ofta att lyssna till skådespelarnas dialog hellre än att se dem, för om det låter äkta så ser det också bra ut, var hans erfarenhet. Hade han haft begåvning för det hade han snarast valt att bli dirigent, sade han också. Han led dock av begränsningar i musikminnesförmågan, vilket gjorde det extra svårt i hans arbete med musikdramatik.
Det var framför allt den rena, stringenta, koncentrerade klassiska musiken han uppskattade mest. Kompositörer som Johann Sebastian Bach, Wolfgang Amadeus Mozart och Franz Schubert återkommer gång på gång i hans filmer. Han samarbetade också med svenska samtidskompositörer, framför allt Erik Nordgren och Erland von Koch i ett stort antal tidigare filmer, men också Lars Johan Werle, Karl-Birger Blomdahl, Ivan Renliden och Daniel Bell. Bland populärmusiken uppskattade han framför allt Povel Ramels underfundiga sånger. Genom det sena samarbetet med Peter Stormare i ett flertal teater- och TV-produktioner blev Bergman introducerad till modern rockmusik, vilket kom att prägla mycket av formen på hans rebelliska Dramatenuppsättning av Hamlet 1986 med dånande slutmusik av gruppen Imperiet.
Musik och musiker spelar en central roll i ett flertal filmer, såsom med den blinde pianisten i Musik i mörker (1947), orkestermusikerna i Till glädje (1949), balettövningarna i Sommarlek (1950), gycklarna i Det sjunde inseglet (1956), den berömde cellisten i För att inte tala om alla dessa kvinnor (1963), dockteaterföreställningen av Trollflöjten i Vargtimmen (1966), de pianospelande mor och dotter i Höstsonaten (1977) och den cellospelande flickan i Saraband (2003). I filmer som Sommarnattens leende (1955) och Jungfrukällan (1959) brister aktörer plötsligt ut i sångnummer och filmmusik beledsagar de flesta filmerna.
Då Bergman 18 juli 2004 var sommarpratare i Sveriges Radio uppehöll han sig mycket kring musiken och ställde några frågor till lyssnarna om vad musik egentligen är och varifrån den kommer. Gensvaret blev enormt och stora mängder brev inkom till SR, varpå man gjorde ett särskilt program om dessa svar med titeln Breven till Bergman 24 december 2004.

## Priser och utmärkelser

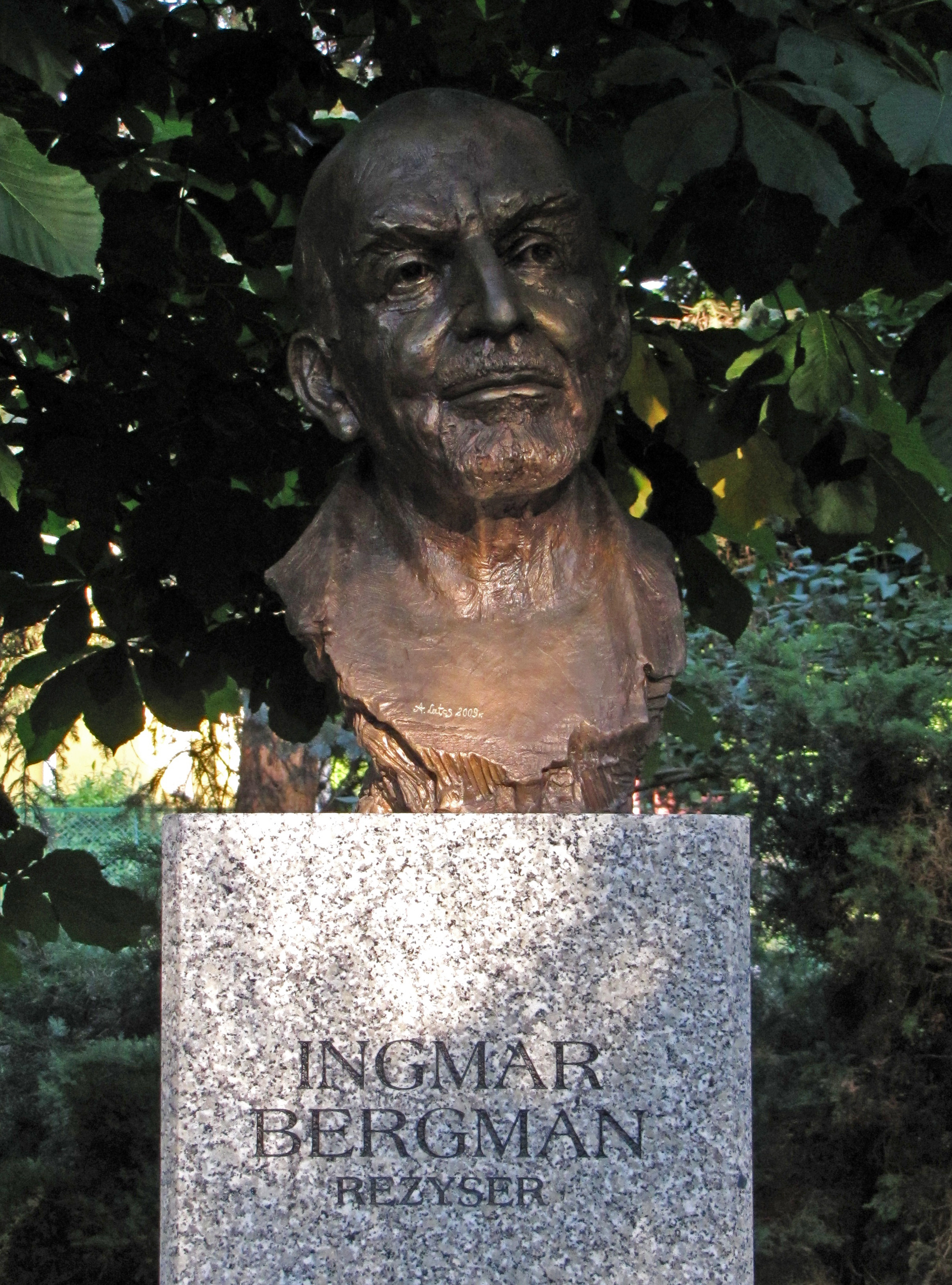
En byst av Bergman i Kielce, Polen.

### Oscar
1970 tilldelades Bergman en Irving G. Thalberg Memorial Award vid Oscarsgalan. Tre av Bergmans filmer tilldelades en Oscar för bästa internationella långfilm:
| År            | Kategori                       | Nominerad film      | Resultat  | Referens |
| ------------- | ------------------------------ | ------------------- | --------- | -------- |
| 4 april 1960  | Bästa originalmanus            | Smultronstället     | Nominerad | [ 42 ]   |
| 17 april 1961 | Bästa internationella långfilm | Jungfrukällan       | Vann      | [ 43 ]   |
| 9 april 1962  | Bästa internationella långfilm | Såsom i en spegel   | Vann      | [ 44 ]   |
| 8 april 1963  | Bästa originalmanus            | Såsom i en spegel   | Nominerad | [ 45 ]   |
| 2 april 1974  | Bästa film                     | Viskningar och rop  | Nominerad | [ 46 ]   |
| 2 april 1974  | Bästa regi                     | Viskningar och rop  | Nominerad | [ 46 ]   |
| 2 april 1974  | Bästa originalmanus            | Viskningar och rop  | Nominerad | [ 46 ]   |
| 28 mars 1977  | Bästa regi                     | Ansikte mot ansikte | Nominerad | [ 47 ]   |
| 9 april 1979  | Bästa originalmanus            | Höstsonaten         | Nominerad | [ 48 ]   |
| 9 april 1984  | Bästa internationella långfilm | Fanny och Alexander | Vann      | [ 49 ]   |
| 9 april 1984  | Bästa regi                     | Fanny och Alexander | Nominerad | [ 49 ]   |
| 9 april 1984  | Bästa originalmanus            | Fanny och Alexander | Nominerad | [ 49 ]   |

### BAFTA Awards
| År   | Kategori                        | Nominerad film      | Resultat  | Referens |
| ---- | ------------------------------- | ------------------- | --------- | -------- |
| 1960 | Bästa film                      | Ansiktet            | Nominerad | [ 50 ]   |
| 1984 | Bästa icke-engelskspråkiga film | Fanny och Alexander | Nominerad | [ 51 ]   |

### Césarpriset
| År           | Kategori              | Nominerad film      | Resultat  | Referens |
| ------------ | --------------------- | ------------------- | --------- | -------- |
| 1976         | Bästa utländska film  | Trollflöjten        | Nominerad | [ 52 ]   |
| 1979         | Bästa utländska film  | Höstsonaten         | Nominerad | [ 53 ]   |
| 3 March 1984 | Bästa utländska film  | Fanny och Alexander | Vann      | [ 54 ]   |
| 2005         | Bästa Europeiska film | Saraband            | Nominerad | [ 55 ]   |

### Filmfestivalen i Berlin
- Vinst: Guldbjörnen för bästa långfilm, Smultronstället, 1957[56]
- Nominerad: Guldbjörnen för bästa långfilm, Såsom i en spegel, 1961
- Vinst: OCIC Prize, Såsom i en spegel, 1961

### Filmfestivalen i Cannes
| År             | Kategori                  | Nominerad film       | Resultat | Referens |
| -------------- | ------------------------- | -------------------- | -------- | -------- |
| 1955           | Prix de l'humour poétique | Sommarnattens leende | Vann     | [ 57 ]   |
| 1957           | Jurypriset                | Det sjunde inseglet  | Vann     | [ 57 ]   |
| 1958           | Bästa regi                | Nära livet           | Vann     | [ 57 ]   |
| Maj 1960       | Speciellt omnämnande      | Jungfrukällan        | Vann     | [ 58 ]   |
| 10–25 maj 1973 | Grand prix technique      | Viskningar och rop   | Vann     | [ 59 ]   |
| 1997           | Guldpalmernas Guldpalm    |                      | Vann     | [ 57 ]   |
| 1998           | Prix du jury œcuménique   |                      | Vann     | [ 60 ]   |

### Golden Globe Awards
| År               | Kategori             | Nominerad film          | Resultat  | Referens |
| ---------------- | -------------------- | ----------------------- | --------- | -------- |
| 1960             | Bästa utländska film | Smultronstället         | Vann      | [ 61 ]   |
| 16 mars 1961     | Bästa utländska film | Jungfrukällan           | Vann      | [ 62 ]   |
| 24 februari 1969 | Bästa utländska film | Skammen                 | Nominerad | [ 63 ]   |
| 28 januari 1973  | Bästa utländska film | Viskningar och rop      | Nominerad | [ 64 ]   |
| 25 januari 1975  | Bästa utländska film | Scener ur ett äktenskap | Vann      | [ 65 ]   |
| 1976             | Bästa utländska film | Ansikte mot ansikte     | Vann      | [ 66 ]   |
| 1978             | Bästa utländska film | Höstsonaten             | Vann      | [ 67 ]   |
| 28 januari 1984  | Bästa utländska film | Fanny och Alexander     | Vann      | [ 68 ]   |
| 28 januari 1984  | Bästa regi           | Fanny och Alexander     | Nominerad | [ 68 ]   |

### Guldbaggen
| År                | Kategori         | Nominerad film      | Resultat | Referens |
| ----------------- | ---------------- | ------------------- | -------- | -------- |
| 25 september 1964 | Bästa film       | Tystnaden           | Vann     | [ 69 ]   |
| 25 september 1964 | Bästa regi       | Tystnaden           | Vann     | [ 69 ]   |
| 9 oktober 1967    | Bästa film       | Persona             | Vann     | [ 70 ]   |
| 29 oktober 1973   | Bästa film       | Viskningar och rop  | Vann     | [ 71 ]   |
| 31 oktober 1983   | Bästa film       | Fanny och Alexander | Vann     | [ 72 ]   |
| 31 oktober 1983   | Bästa regi       | Fanny och Alexander | Vann     | [ 72 ]   |
| 1 mars 1993       | Bästa manuskript | Den goda viljan     | Vann     | [ 73 ]   |

### Övriga utmärkelser och hedersbetygelser
- 1958 – Stiller-statyetten, den 26 april 1958 på biografen Röda Kvarn i Stockholm.[74]
- 1961 – Golden Laurel Trophy.
- 1961 – Utländsk hedersmedlem i American Academy of Arts and Sciences.[75]
- 1961 – Teaterförbundets guldmedalj "för utomordentlig konstnärlig gärning".
- 1965 – Erasmuspriset, delat med Charlie Chaplin.
- 1968 – Litteris et Artibus [76]
- 1975 – Hedersdoktor vid Stockholms universitet.[77]
- 1976 – Goethepriset
- 1977 – Svenska Akademiens stora pris.
- 1985 blev han av Frankrikes president François Mitterrand tilldelad utmärkelsen som kommendör av Hederslegionen, KFrHL.
- 1987 blev han kommendör av Förbundsrepubliken Tysklands förtjänstorden, KTyskRFO.
- Från 1987 var han korresponderande ledamot av Académie des beaux-arts (Section Créations artistiques dans le cinéma et l’audiovisuel).
- 1995 – Dorothy och Lillian Gish-priset.[78]
- 6 april 2011 annonserade Sveriges riksbank att Bergman skulle pryda framsidan av den svenska tvåhundrakronorssedeln, som blev giltig i Sverige den 1 oktober 2015.[79]
- Asteroiden 10378 Ingmarbergman[80]

| År               | Kategori                                                                  | Nominerad film          | Resultat  | Referens |
| ---------------- | ------------------------------------------------------------------------- | ----------------------- | --------- | -------- |
| Januari 1968     | National Society of Film Critics Award for bästa regi                     | Persona                 | Vann      | [ 81 ]   |
| Januari 1968     | National Society of Film Critics Award för bästa manus                    | Persona                 | 2:a plats | [ 81 ]   |
| Januari 1969     | National Society of Film Critics Award for bästa regi                     | Skammen                 | Vann      | [ 82 ]   |
| Januari 1969     | National Society of Film Critics Award för bästa manus                    | Skammen                 | 2:a plats | [ 82 ]   |
| 1973             | David di Donatello för bästa regi                                         | Viskningar och rop      | Vann      | [ 83 ]   |
| 24 december 1973 | National Board of Review Award för bästa regi                             | Viskningar och rop      | Vann      | [ 84 ]   |
| 29 december 1972 | National Society of Film Critics Award för bästa manus                    | Viskningar och rop      | Vann      | [ 81 ]   |
| 3 januari 1973   | New York Film Critics Circle Award för bästa film                         | Viskningar och rop      | Vann      | [ 85 ]   |
| 3 januari 1973   | New York Film Critics Circle Award för bästa regi                         | Viskningar och rop      | Vann      | [ 85 ]   |
| 3 januari 1973   | New York Film Critics Circle Award för bästa manus                        | Viskningar och rop      | Vann      | [ 85 ]   |
| 5 januari 1975   | National Society of Film Critics Award för bästa manus                    | Scener ur ett äktenskap | Vann      | [ 86 ]   |
| 28 januari 1975  | New York Film Critics Circle Award för bästa regi                         | Scener ur ett äktenskap | 2:a plats | [ 87 ]   |
| 28 januari 1975  | New York Film Critics Circle Award för bästa manus                        | Scener ur ett äktenskap | Vann      | [ 87 ]   |
| 1983             | Directors Guild of America Award for Outstanding Directing – Feature Film | Fanny och Alexander     | Nominerad | [ 88 ]   |
| 29 januari 1984  | New York Film Critics Circle Award för bästa regi                         | Fanny och Alexander     | Vann      | [ 89 ]   |

## Kritik
Ofta återkommer föreställningarna om att Bergman skulle vara mer uppskattad utomlands än i Sverige, där han bitvis fick utstå hård kritik. Det gällde inte minst tidiga filmer som Gycklarnas afton och Sommarnattens leende. Bland kritikerna fanns Olof Lagercrantz. Senare kritiserades filmerna för bristande samhällsengagemang, inte minst under 1960- och 1970-talens radikala kulturklimat och omprövningar av kulturformerna. Det är signifikativt att Bo Widerberg inledde sin filmkarriär med att rikta skarp kritik mot Bergman i boken Visionen i svensk film (1962). Det var inte förrän med Fanny och Alexander (1982) som en enad svensk kritikerkår och filmpublik unisont hyllade hans verk. Just denna film har ansetts både konstnärligt driven och, i motsats till Bergmans kammarspel, ovanligt lättillgänglig.
En kuriös detalj i Bergman-kritiken var tidskriften Chaplins anti-Bergmannummer den 14 november 1960 "för att rensa luften från den lätt kvävande närvaron av geniregissören, som samlade Oscars och Guldpalmer i mängd". Där deltog Bergman själv, dels med en förbön inför den förestående domen, dels i hemlighet med en mycket kritisk artikel, skriven under pseudonymen (den franske filmkritikern) Ernest Riffe. Ryktet spred sig dock snart att Bergman själv var författaren och efter halvhjärtade förnekanden, medgav han i intervjuboken Bergman om Bergman (1970) att beskyllningen var sann.

## Det kulturella arvet efter Ingmar Bergman
Tre stiftelser är verksamma för att förvalta och utveckla det kulturella arvet efter Ingmar Bergman. De två senare stiftelserna bildades 2009 och deras arbete tar alltmer form efterhand.
- Stiftelsen Ingmar Bergman
- Stiftelsen Bergmangårdarna på Fårö
- Stiftelsen Bergmancenter på Fårö

Stiftelsen Ingmar Bergman bildades 2002 av Svenska Filminstitutet, Dramaten, Svensk Filmindustri och Sveriges Television i samråd med Bergman, som donerade det mesta av sin konstnärliga kvarlåtenskap dit – manuskript, arbetsmaterial, anteckningar, dagböcker, korrespondens med mera – samt rättigheterna till alla hans manuskript, vilka till stor del finansierar stiftelsens verksamhet genom framför allt en stor mängd teaterproduktioner världen över. Dess arkiv är tillgängligt för forskare och författare och stiftelsen har också som uppgift att sprida relevant information till allmänheten om Bergmans liv och arbeten. 2007 inkluderades stiftelsens arkiv på Unescos Världsminneslista.

### Festivaler
Sommaren 2004 startades på initiativ av bland andra Jannike Åhlund den lilla festivalen kallad "Fårö Filmdagar". Detta utvecklades efterhand till det internationellt etablerade årliga sommarevenemanget Bergmanveckan på Fårö med filmvisningar och samtal med inbjudna gäster med anknytning till Bergmans arbete och de som inspirerats av honom. Tidigare år har bland andra Wim Wenders, Kenneth Branagh, Harriet Andersson, Bibi Andersson och Ang Lee besökt veckan och Bergman själv deltog ibland också.
I maj–juni 2009 anordnades vid Dramaten den första internationella Bergman-teaterfestivalen, Ingmar Bergman International Theatre Festival, med avsikten att återkomma med några års mellanrum.

### Kulturpriser
Ett antal kulturpriser har instiftats av Bergman själv respektive till hans minne och delats ut regelbundet till kulturpersoner efter olika kriterier.
- Ingmar Bergmanpriset, utdelat av Bergman under hans levnad i samband med Guldbaggegalan 1978-2006
- The Ingmar Bergman International Debut Award (TIBIDA), utdelat av Göteborg International Film Festival till lovande seriös ny filmmakare, instiftat vid festivalens 30-årsjubileum 2007
- Uppsala kommuns filmpris till Ingmar Bergmans minne, utdelas av Uppsala kommun till ung, lovande filmare vid Uppsala Internationella Kortfilmfestival sedan 2010
- Efter Bergman, Bergmanveckans kortfilmpris sedan 2010, till bästa kortfilmsmanus i Bergmans anda (innebär produktionsfinansiering à 130 000 kronor för filmen)

### Andras kulturverk med anknytning till Ingmar Bergman
- Kollegan och sporadiska medarbetaren Hasse Ekman, som skådespelade i Bergmans ångestladdade film Fängelse (1949), gjorde senare samma år ett karikatyrporträtt på den unge, tungsinte Bergman i färd med en filminspelning liknande just Fängelse i sin egen film Flickan från tredje raden. Vid den tiden sågs den som något av en "anti-Bergmanfilm", det vill säga med en ljusare livssyn. Bergman och Ekman betraktades vid den tiden som unga, begåvade "konkurrenter" i Filmsverige, men de var också vänner med en ömsesidig arbetsmässig beundran.[91]

- I François Truffauts film De 400 slagen (1959) stjäl den unge huvudpersonen ett foto föreställande Harriet Andersson i Sommaren med Monika (1953) från en biograf.

- Filmen Sommarnattens leende ligger till grund för Stephen Sondheims musikal A Little Night Music från 1973.

- Suzanne Ostens debutfilm Mamma (1982), om hennes egen kulturverksamma mammas liv, skildrar bland annat mammans kontakter med Bergman (som den passivt uppmuntrande "regissören Bosse"), som hon där ser som en del av den privilegierade manliga makthierarkin inom den snäva kulturvärlden, som mamman frustrerat söker ta sig fram inom[92].

- Den utlevande amerikanska musikalen The Petrified Prince bygger på ett av Bergmans aldrig realiserade filmmanus, Den förstenade prinsen, från 1975 (av Bergman benämnd som "porrfilmen"). Musikalen hade urpremiär på Joseph Papp Theatre i New York den 18 december 1994 med musik av Michael John LaChiusa och regi av den framstående regissören Harold Prince, som även regisserade urpremiären på den tidigare Bergman-musikalen A Little Night Music.[93]

- I SVT:s serie Stora teatern (2002) av Bergmans mångårige regiassistent på Dramaten, Richard Looft, kretsar handlingen kring en teater som "övergivits" av sin store, avlidne mästerregissör, "Generalen" kallad, och dennes vålnad, som ständigt återkommer och spökar i huset, precis som Bergman sagt att han tänkte göra på sitt älskade Dramaten.[94]

- Hösten 2006 gavs boken Regissören ut, skriven av författaren Alexander Ahndoril. Boken är skriven som en fiktiv berättelse om Bergmans liv, men följer till stora delar verkliga skeenden och episoder ur dennes verkliga liv. Boken blev både hyllad och kritiserad och fick mer uppmärksamhet i Sverige än någon roman tidigare (sedan sådana mätningar påbörjades).[95] Bergman själv utfärdade något av en bannbulla i TV över vad han ansåg vara en hädelse, trots att han hade fått ta del av manuskriptet innan det gick i tryck.[96] Detta blev Bergmans sista dramatiska utspel i offentligheten.[97]

- Den 14 augusti 2009 hade The Seduction of Ingmar Bergman, en musikal om en fiktiv episod i Bergmans liv, premiär på Södra teatern i Stockholm. Verket är skrivet av bröderna Mael i det amerikanska bandet Sparks och avses även göras i en långfilmsversion[98].

- Pjäsen Bergmanvariationer av dramatikern och regissören Jörgen Dahlqvist – en intellektuell, experimentell "resa i Bergmans tankelandskap" – hade urpremiär på Malmö Stadsteaters scen Intiman i samarbete med Teatr Weimar den 18 november 2011.[99]

- Den speciella uppsättningen Arkivet för orealiserbara drömmar och visioner av Marcus Lindeen baserar sig på orealiserade texter och fragment ur Bergman-arkivet (Stiftelsen Ingmar Bergman) och hade premiär på Stockholms stadsteaters Lilla scen den 27 maj 2012.[100]

- Tillsammans med sin klasskamrat på Palmgrenska samskolan, Rolf Åhgren, skrev Bergman 16 år gammal 1934 kortfilmsmanuset med den kryptiska titeln B.J.G.108 till vilket de aldrig lyckades finna finansiering. Våren 2013 gjorde i stället Rolf Åhgrens sonson, Eddie Åhgren (son till SVT-reportern Göran Åhgren), en sex minuter lång stumfilmsversion av manuset som examensarbete på Beckmans designhögskola med flera kända medarbetare involverade.[101]

- Den brasilianske kompositören João MacDowell skrev 2014 operan Cries and Whispers till stor del baserad på filmen Viskningar och rop.[102]

- Många är de internationella regissörer och kulturpersoner av olika generationer, som angivit Bergman som en av sina främsta inspirationskällor. Flera av Bergman-beundraren Woody Allens filmer bär tydliga influenser från olika Bergmanfilmer, till exempel En midsommarnatts sexkomedi, En annan kvinna och September, och när Fanny och Alexander kom inspirerade den åtskilliga internationella regissörer att göra filmer om sina egna barndomsupplevelser.

### Internationella nyproduktioner av Bergmans verk
- Ett antal av Bergmans filmmanuskript har både av Bergman själv och av olika ensembler runt om i världen överförts till teaterform (även på Dramaten och Stockholms stadsteater efter Bergmans död) och Bergman räknas som världens mest scenuppförda filmskapare och en av våra mest spelade dramatiker. Några exempel är Såsom i en spegel, Fanny och Alexander, Scener ur ett äktenskap, Persona, Ur marionetternas liv, Viskningar och rop, Vargtimmen. Även filmade utländska produktioner av hans teaterpjäser har gjorts, liksom utländska radioteater-produktioner. Totalt har över 240 teaterproduktioner gjorts internationellt (till 2013). Av dessa är Scener ur ett äktenskap den mest spelade med mer än 50 scenproduktioner (räknat till 2013), till vilken Bergman själv gjorde scenmanuset och regisserade dess sceniska urpremiär i München 1981.

- Ett tidigare ospelat manuskript från 1951, Fisken, fick sin urpremiär som radioteater i Tysklands Südwestrundfunk 2008.[103]

- Monologen En själslig angelägenhet skrevs av Bergman 1972, avsedd för en filmatisering som aldrig blev av. I stället gjorde Bergman den som hörspel på Radioteatern 1990 med Jane Friedmann i rollen som den kärlekstörstande ensamma medelålders änkan Viktoria i ett tillstånd av minnets sammansmältning av tid och rum. 2011 satte den franska regissören Bénédicte Acolas upp monologen som scenpjäs i Paris och på fransk turné som Une histoire d’âme. 2015 vidareutvecklades slutligen produktionen till en filmversion med samma titel med premiär på franska tv-kanalen Arte 3 december 2015.[104] Både på scen och på film spelades rollen av Sophie Marceau.

## Övrigt

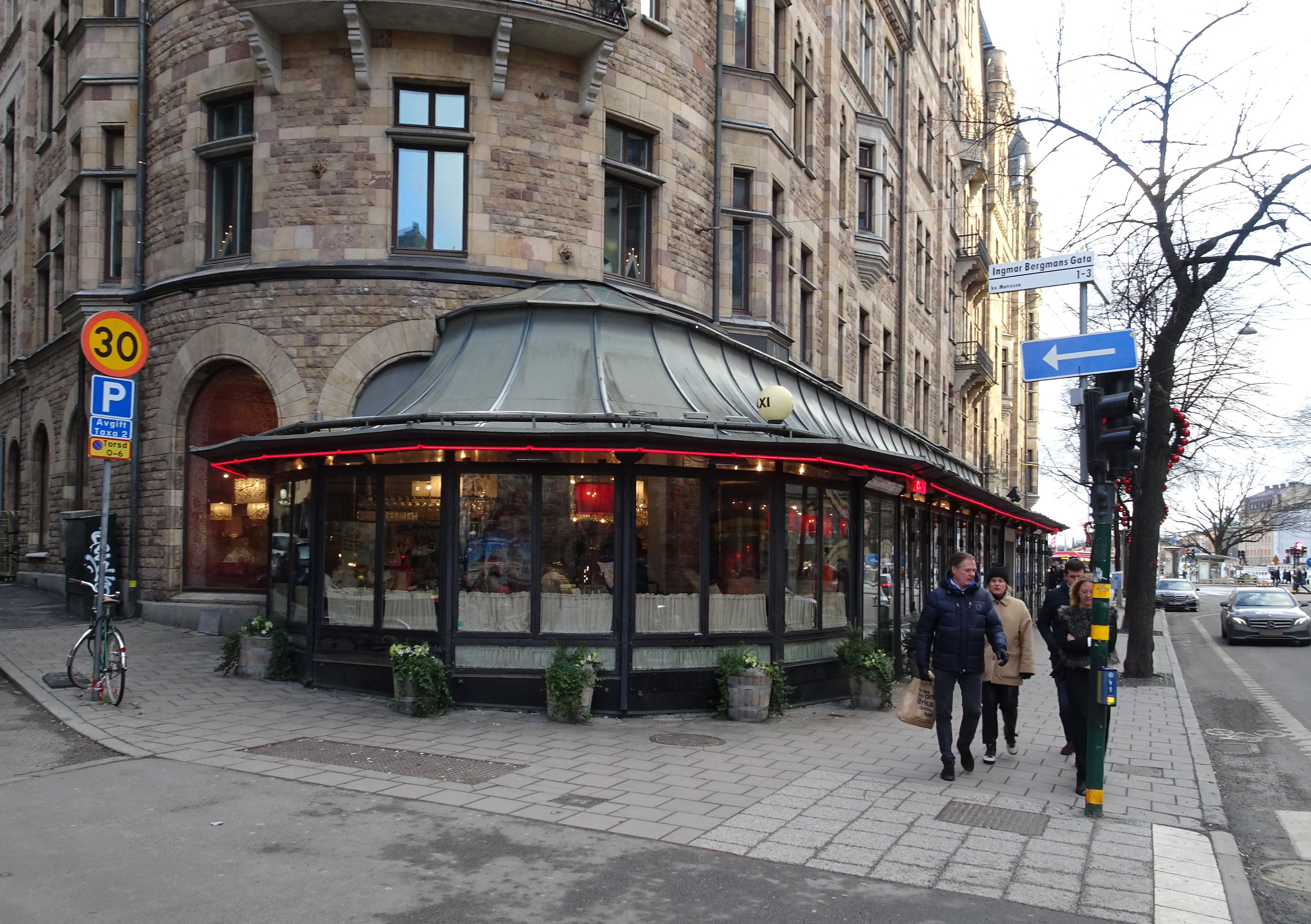
Ingmar Bergmans gata i Stockholm.

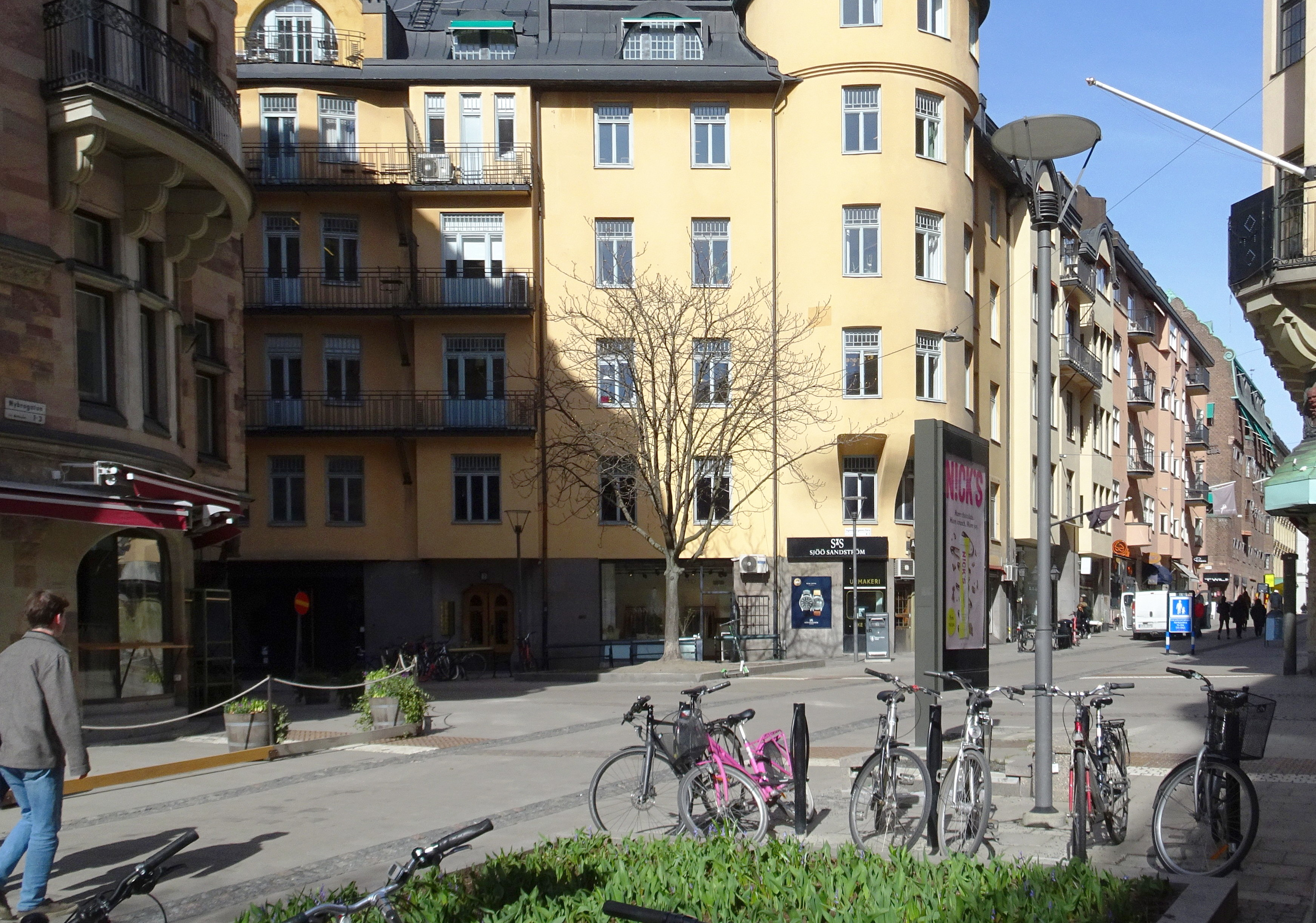
Ingmar Bergmans plats i Stockholm.

Bergman var redan tidigt engagerad i skapandet av en filmskola i Sverige och anställdes från starten 1964 och ett antal år framåt som "inspektor" och återkommande föreläsare vid Svenska Filminstitutets Filmskola och dess efterföljare Dramatiska Institutet.
1987 var han en av initiativtagarna till grundandet av Europeiska filmakademin med säte i Berlin och var till sin död dess Hederspresident.
Den 18 juli 2004 var Bergman sommarpratare i Sveriges Radios radioprogram Sommar.
År 2005 inrättades vid Filmvetenskapliga institutionen vid Stockholms universitet en 'Ingmar Bergman-professur' i samverkan med Stiftelsen Ingmar Bergman. Dess förste professor var den nederländske filmvetaren Thomas Elsaesser från 2006.
I september 2008 fick Ingmar Bergman en gata och ett torg i Stockholm uppkallade efter sig. En del av Smålandsgatan nära Dramaten bytte namn till Ingmar Bergmans gata och korsningen utanför Dramaten där Smålandsgatan, Almlöfsgatan och Nybrogatan möts fick namnet Ingmar Bergmans plats. På denna plats brukade Ingmar Bergman invänta sin taxi efter sin arbetsdag på Dramaten. Även i Helsingborg förärades Bergman en Ingmar Bergmans plats vid Bruksgatan, i närheten av adressen där Helsingborgs gamla stadsteater låg och där Bergman på 1940-talet var dess chef. Avtäckningen skedde 14 juli 2008, den dag Bergman skulle ha fyllt 90 år.
2010 fick Ingmar Bergman även en gata i födelsestaden Uppsala uppkallad efter sig. En del av Nedre Slottsgatan blev då Ingmar Bergmans gata. Gatan ligger nära kvarteren där filmen Fanny och Alexander spelades in, nära familjekvarteret på Trädgårdsgatan (där Bergmans mormor hade en stor våning) och nära Slottsbiografen, där Bergman fick sina första filmupplevelser.
Ingmar Bergman utgör motiv på den nya svenska 200-kronorssedeln som introducerades den 1 oktober 2015. På sedeln återfinns en bild på Bergman och Bengt Ekerot, klädd som Döden, vid inspelandet av Det sjunde inseglet.
Bergman dog samma dag som den italienske regissören Michelangelo Antonioni.

## Filmografi
| År   | Titel                                   | Roll     | Roll      | Roll            | Premiär    | Premiär      | Noter |
| År   | Titel                                   | Regissör | Producent | Manusförfattare | Premiär    | Premiär      | Noter |
| ---- | --------------------------------------- | -------- | --------- | --------------- | ---------- | ------------ | --- |
| 1944 | Hets                                    |          |           | Ja              | Bio        | 2 oktober    | Även regiassistent. Regisserad av Alf Sjöberg.                                                                            |
| 1946 | Kris                                    | Ja       |           | Ja              | Bio        | 25 februari  | Baserad på pjäsen Modershjärtat av Leck Fischer.                                                                          |
| 1946 | Det regnar på vår kärlek                | Ja       |           | Ja              | Bio        | 9 november   | Baserad på pjäsen Bra mennesker av Oskar Braaten.                                                                         |
| 1947 | Kvinna utan ansikte                     |          |           | Ja              | Bio        | 16 september | Regisserad av Gustaf Molander.                                                                                            |
| 1947 | Skepp till Indialand                    | Ja       |           | Ja              | Bio        | 22 september | Baserad på pjäsen med samma namn av Martin Söderhjelm.                                                                    |
| 1948 | Musik i mörker                          | Ja       |           |                 | Bio        | 17 januari   | Skriven av Dagmar Edqvist, baserad på hennes pjäs.                                                                        |
| 1948 | Hamnstad                                | Ja       |           | Ja              | Bio        | 11 oktober   | Baserad på berättelsen Guldet och murarna av Olle Länsberg.                                                               |
| 1948 | Eva                                     |          |           | Ja              | Bio        | 26 december  | Regisserad av Gustaf Molander.                                                                                            |
| 1949 | Fängelse                                | Ja       |           | Ja              | Bio        | 19 mars      | |
| 1949 | Törst                                   | Ja       |           |                 | Bio        | 17 oktober   | Skriven av Herbert Grevenius, baserad på novellsamlingen med samma namn av Birgit Tengroth.                               |
| 1950 | Till glädje                             | Ja       |           | Ja              | Bio        | 20 februari  | |
| 1950 | Sånt händer inte här                    | Ja       |           |                 | Bio        | 23 oktober   | Skriven av Herbert Grevenius, baserad på romanen Inom 12 timmar av Waldemar Brøgger.                                      |
| 1950 | Medan staden sover                      |          |           |                 | Bio        | 8 september  | Manusidé. Regisserad av Lars-Eric Kjellgren, baserad på romanen Ligister av Per Anders Fogelström.                        |
| 1951 | Sommarlek                               | Ja       |           | Ja              | Bio        | 1 oktober    | Baserad på Bergmans berättelse Mari.                                                                                      |
| 1951 | Frånskild                               |          |           | Ja              | Bio        | 26 december  | Regisserad av Gustaf Molander.                                                                                            |
| 1952 | Kvinnors väntan                         | Ja       |           | Ja              | Bio        | 3 november   | |
| 1953 | Sommaren med Monika                     | Ja       |           | Ja              | Bio        | 9 februari   | Baserad på romanen med samma namn av Per Anders Fogelström.                                                               |
| 1953 | Gycklarnas afton                        | Ja       |           | Ja              | Bio        | 14 september | |
| 1954 | En lektion i kärlek                     | Ja       |           | Ja              | Bio        | 4 oktober    | |
| 1955 | Kvinnodröm                              | Ja       |           | Ja              | Bio        | 22 augusti   | |
| 1955 | Sommarnattens leende                    | Ja       |           | Ja              | Bio        | 26 december  | |
| 1956 | Sista paret ut                          |          |           | Ja              | Bio        | 12 november  | Regisserad av Alf Sjöberg.                                                                                                |
| 1957 | Det sjunde inseglet                     | Ja       |           | Ja              | Bio        | 16 februari  | Baserad på pjäsen Trämålning av Ingmar Bergman.                                                                           |
| 1957 | Smultronstället                         | Ja       |           | Ja              | Bio        | 26 december  | |
| 1957 | Nattens ljus                            |          |           | Ja              | Bio        | 26 december  | Skrev manuset med regissören Lars-Eric Kjellgren.                                                                         |
| 1957 | Prästen i Uddarbo                       |          |           |                 | Bio        | 26 december  | Endast manusbearbetning med Rune Lindström och regissören Kenne Fant.                                                     |
| 1958 | Nära livet                              | Ja       |           |                 | Bio        | 31 mars      | Skriven av Ulla Isaksson, baserad på hennes berättelser Det vänliga, värdiga och Det orubbliga.                           |
| 1958 | Ansiktet                                | Ja       |           | Ja              | Bio        | 26 december  | |
| 1960 | Jungfrukällan                           | Ja       |           |                 | Bio        | 31 mars      | Skriven av Ulla Isaksson, baserad på folkvisan Per Tyrssons döttrar.                                                      |
| 1960 | Djävulens öga                           | Ja       |           | Ja              | Bio        | 17 oktober   | Baserad på radiopjäsen Don Juan kommer tillbaka av Oluf Bang.                                                             |
| 1961 | Såsom i en spegel                       | Ja       |           | Ja              | Bio        | 16 oktober   | |
| 1961 | Lustgården                              |          |           | Ja              | Bio        | 26 december  | Skrev manuset tillsammans med Erland Josephson under pseudonymen Buntel Ericsson. Regisserad av Alf Kjellin.              |
| 1963 | Nattvardsgästerna                       | Ja       |           | Ja              | Bio        | 11 februari  | |
| 1963 | Tystnaden                               | Ja       |           | Ja              | Bio        | 23 september | |
| 1964 | För att inte tala om alla dessa kvinnor | Ja       |           | Ja              | Bio        | 15 juni      | |
| 1966 | Persona                                 | Ja       |           | Ja              | Bio        | 18 oktober   | |
| 1967 | Stimulantia                             | Ja       |           | Ja              | Bio        | 28 mars      | Regisserade episoden "Daniel".                                                                                            |
| 1968 | Vargtimmen                              | Ja       |           | Ja              | Bio        | 19 februari  | |
| 1968 | Skammen                                 | Ja       |           | Ja              | Bio        | 29 september | |
| 1969 | Riten                                   | Ja       |           | Ja              | Television | 25 mars      | Begränsad biopremiär utanför Skandinavien.                                                                                |
| 1969 | En passion                              | Ja       |           | Ja              | Bio        | 10 november  | |
| 1970 | Reservatet                              |          |           | Ja              | Television | 28 oktober   | Regisserad av Jan Molander. Skrev även manuset för de brittiska och amerikanska versionerna.                              |
| 1971 | Beröringen                              | Ja       |           | Ja              | Festival   | 6 juni       | |
| 1972 | Viskningar och rop                      | Ja       |           | Ja              | Bio        | 21 december  | |
| 1973 | Scener ur ett äktenskap                 | Ja       |           | Ja              | Television | 11 april     | Släpptes även som en kortare bioversion.                                                                                  |
| 1975 | Trollflöjten                            | Ja       |           | Ja              | Television | 1 januari    | Baserad på Trollflöjten av Wolfgang Amadeus Mozart och Emanuel Schikaneder. Hade även biopremiär.                         |
| 1976 | Ansikte mot ansikte                     | Ja       |           | Ja              | Bio        | 5 april      | Släpptes även som miniserie.                                                                                              |
| 1976 | En dåres försvarstal                    |          | Ja        |                 | Television | 11 april     | Initiativtagare. Regisserad av Kjell Grede.                                                                               |
| 1977 | Paradistorg                             |          | Ja        |                 | Bio        | 2 februari   | Regisserad av Gunnel Lindblom.                                                                                            |
| 1977 | Ormens ägg                              | Ja       |           | Ja              | Bio        | 28 oktober   | Engelskspråkig film. |
| 1978 | Höstsonaten                             | Ja       |           | Ja              | Bio        | 8 oktober    | |
| 1978 | Rätt ut i luften                        |          | Ja        |                 | Television | 8 oktober    | Regisserad av Erland Josephson.                                                                                           |
| 1979 | Min älskade                             |          | Ja        |                 | Television | 8 oktober    | Regisserad av Kjell Grede.                                                                                                |
| 1980 | Ur marionetternas liv                   | Ja       |           | Ja              | Bio        | 8 oktober    | Tyskspråkig film. |
| 1981 | Sally och friheten                      |          | Ja        |                 | Bio        | 28 februari  | Regisserad av Gunnel Lindblom.                                                                                            |
| 1982 | Fanny och Alexander                     | Ja       |           | Ja              | Bio        | 17 december  | Släpptes även som miniserie.                                                                                              |
| 1984 | Efter repetitionen                      | Ja       |           | Ja              | Television | 9 april      | Baserad på pjäsen med samma namn av Ingmar Bergman Fick även internationell biopremiär.                                   |
| 1986 | De två saliga                           | Ja       |           |                 | Television | 19 februari  | Skriven av Ulla Isaksson, baserad på hennes roman.                                                                        |
| 1991 | Den goda viljan                         |          |           | Ja              | Television | 25 december  | Regisserad av Bille August. Släpptes även som en kortare bioversion.                                                      |
| 1992 | Söndagsbarn                             |          |           | Ja              | Bio        | 28 augusti   | Regisserad av Daniel Bergman                                                                                              |
| 1993 | Backanterna                             | Ja       |           | Ja              | Television | 28 augusti   | Operamusik av Daniel Börtz.                                                                                               |
| 1995 | Sista skriket                           | Ja       | Ja        | Ja              | Television |              | |
| 1996 | Enskilda samtal                         |          |           | Ja              | Television | 12 december  | Regisserad av Liv Ullmann, baserad på romanen med samma namn av Ingmar Bergman. Släpptes även som en kortare filmversion. |
| 1997 | Larmar och gör sig till                 | Ja       |           | Ja              | Television | 1 november   | Baserad på pjäsen med samma namn av Ingmar Bergman.                                                                       |
| 2000 | Trolösa                                 |          |           | Ja              | Festival   | 13 maj       | Regisserad av Liv Ullmann                                                                                                 |
| 2003 | Saraband                                | Ja       |           | Ja              | Television | 1 december   | Uppföljaren till Scener ur ett äktenskap. Fick även internationell biopremiär.                                            |

### Dokumentärer
| År   | Titel                             | Noter                                                               |
| ---- | --------------------------------- | ------------------------------------------------------------------- |
| 1953 | Bakomfilm Gycklarnas afton        | Kortfilm                                                            |
| 1954 | Bakomfilm Kvinnodröm              | Kortfilm                                                            |
| 1954 | Bakomfilm En lektion i kärlek     | Kortfilm                                                            |
| 1955 | Bakomfilm Sommarnattens leende    | Kortfilm                                                            |
| 1956 | Bakomfilm Det sjunde inseglet     | Kortfilm                                                            |
| 1957 | Bakomfilm Smultronstället         | Kortfilm                                                            |
| 1957 | Bakomfilm Nära livet              | Kortfilm                                                            |
| 1958 | Bakomfilm Ansiktet                | Kortfilm                                                            |
| 1961 | Bakomfilm Såsom i en spegel       | Kortfilm                                                            |
| 1961 | Bakomfilm Nattvardsgästerna       | Kortfilm                                                            |
| 1967 | Bakomfilm Vargtimmen              | Kortfilm                                                            |
| 1970 | Fårödokument 1969                 |                                                                     |
| 1972 | Bakomfilm Viskningar och rop      | Kortfilm                                                            |
| 1973 | Bakomfilm Scener ur ett äktenskap | Kortfilm                                                            |
| 1976 | Bakomfilm Ansikte mot ansikte     | Kortfilm                                                            |
| 1976 | De fördömda kvinnornas dans       | Kortfilm                                                            |
| 1977 | Bakomfilm Höstsonaten             |                                                                     |
| 1979 | Fårödokument 1979                 |                                                                     |
| 1979 | Min älskade                       | Producent. Regisserad och skriven av Kjell Grede.                   |
| 1980 | Bakomfilm Ur marionetternas liv   | Kortfilm                                                            |
| 1984 | Bakomfilm Efter repetitionen      | Kortfilm                                                            |
| 1984 | Dokument Fanny och Alexander      |                                                                     |
| 1986 | Karins ansikte                    | Kortfilm                                                            |
| 1987 | Gotska Sandön                     | Producent ihop med Lisbet Gabrielsson. Regisserad av Arne Carlsson. |

## TV-teater och TV-produktioner
Åren 1957–2003 gjorde Bergman som regissör/dramatiker för Sveriges Television ett antal TV-teater-produktioner och överföringar av scenuppsättningar till TV, utöver rena TV-filmer och TV-serier.

### TV-teater
- 1957 – Herr Sleeman kommer (Hjalmar Bergman)
- 1958 – Venetianskan (anonym 1500-talspjäs i comedia del arte-stil)
- 1958 – Rabies (Olle Hedberg)
- 1960 – Oväder (August Strindberg)
- 1963 – Ett drömspel (August Strindberg)
- 1963 – Trämålning (Bergmans pjäs – förlaga till Det sjunde inseglet; regi av Lennart Olsson)
- 1983 – Hustruskolan (Molière; Bergman fullbordade Alf Sjöbergs uppsättning som hyllning till denne efter Sjöbergs plötsliga dödsfall)
- 1987 – Dåså (skriven med Maria von Rosen under pseudonymen Ulrika Nordmark; regi av Richard Looft)
- 1989 – Markisinnan de Sade (Yukio Mishima; överföring från Dramaten)
- 1995 – Sista skriket
- 1997 – Larmar och gör sig till
- 2000 – Bildmakarna (Per Olov Enquist; TV-version av Dramaten-produktion)
- 2003 – Saraband (uppföljaren till Scener ur ett äktenskap)

### Övriga TV-produktioner
- 1969 – Riten
- 1970 – Reservatet (endast manus; regi Jan Molander)
- 1971 – The Lie (endast manus, engelsk version av den svenska Reservatet för BBC)
- 1973 – The Lie (endast manus, amerikansk version av den svenska Reservatet för CBS)
- 1973 – Scener ur ett äktenskap (TV-serie)
- 1974 – Trollflöjten (Mozarts opera för TV)
- 1976 – Ansikte mot ansikte (TV-serie)
- 1976 – En dåres försvarstal (endast initiativtagare och producent; Kjell Grede regissör)
- 1976 – De fördömda kvinnornas dans (dansfilm tillsammans med koreografen Donya Feuer)
- 1978 – Rätt ut i luften (endast producent; Erland Josephson regissör)
- 1984 – Efter repetitionen
- 1985 – De två saliga
- 1992 – Den goda viljan (endast manus; Bille August regissör, TV-serie)
- 1996 – Enskilda samtal (endast manus; Liv Ullmann regissör)
- 1996 – Harald & Harald (kortinlägg i kulturpolitiska anslagsdebatten; manus Björn Granath och Johan Rabaeus)

## Scenteater, opera, operett, balett, radioteater
Ingmar Bergman medverkade åren 1938–2002 i 137 scenteater-uppsättningar som regissör (ibland även manusförfattare) i Stockholm, Helsingborg, Malmö, Göteborg, Norrköping, Oslo, Köpenhamn, London, München och Salzburg, och många av dessa uppsättningar har turnerat och gästspelat i ett stort antal länder världen över.
Han regisserade två operauppsättningar på Kungliga Operan (Sverigepremiären på Igor Stravinskijs Rucklarens väg 1961 och urpremiären på Daniel Börtz Backanterna till eget libretto 1991; den senare även som TV-version 1993) utöver TV-produktionen av Mozarts Trollflöjten 1974. På Malmö stadsteater satte han upp den mycket omtalade föreställningen av operetten Glada änkan 1954 med Gaby Stenberg i titelrollen, sångspelet Värmlänningarna 1958 och skrev libretto till uppmärksammade baletten Skymningslekar 1954. Han gjorde år 1976 även dansfilmen De fördömda kvinnornas dans för SVT tillsammans med koreografen Donya Feuer, en mångårig medarbetare i Bergmans produktioner. Se vidare: Lista över Ingmar Bergmans teaterproduktion.
För Radioteatern på Sveriges Radio regisserade han respektive skrev/bearbetade manus till 46 produktioner åren 1946–2004. Se vidare: Lista över Ingmar Bergmans radioteater.

## Bergmans pjäser och bibliografi
En mängd opublicerade ungdomsverk och andra manuskript och skrifter finns i Bergman-arkivets samlingar, utöver de listade nedan. En del har också publicerats som noveller och följetonger i olika tidningar och tidskrifter.

### Dramer
- Kaspers död, 1942
- Tivolit, 1942
- Jack hos skådespelarna, 1946
- Rakel och biografvaktmästaren, 1946
- Dagen slutar tidigt, 1947
- Mig till skräck, 1947
- Kamma noll, 1948
- Joakim Naken eller Självmordet, 1949
- Staden (radiopjäs), 1951
- Mordet i Barjärna, 1952
- Trämålning, 1956
- Sista skriket, 1993

### Libretti och revy
- Kriss-krass-filibom (nyårsrevy på Helsingborgs stadsteater; manus av Bergman under pseudonymen "Kasper", Rune Moberg och Sture Ericson)[111], 1945
- Skymningslekar (balettlibretto med koreograf Carl-Gustaf Kruuse af Verchou, musik Ingvar Wieslander), 1954
- Backanterna (operalibretto efter Euripides drama, musik Daniel Börtz)

### Publicerade böcker/skrifter på svenska (ursprungliga)
- Moraliteter: tre pjäser (Rakel och biografvaktmästaren, Dagen slutar tidigt, Mig till skräck), 1948
- Svenska radiopjäser (Staden), 1951
- Svenska radiopjäser (Trämålning), 1954
- Det att göra film, 1959
- Varje film är min sista film, 1959
- En filmtrilogi/Filmberättelser 1 (Såsom i en spegel, Nattvardsgästerna, Tystnaden), 1963/1973
- Filmberättelser 2 (Persona, Vargtimmen, Skammen, En passion), 1973
- Filmberättelser 3 (Riten, Reservatet, Beröringen, Viskningar och rop), 1973
- Scener ur ett äktenskap, 1973
- Ansikte mot ansikte, 1976
- Ormens ägg, 1976
- Höstsonaten, 1978
- Ur marionetternas liv, 1980
- Fanny och Alexander, 1982
- Laterna Magica (självbiografi), 1987
- Bilder (självbiografiskt om filmerna), 1990
- Den goda viljan, 1991
- Det sjunde inseglet/La septieme sceau (franska/svenska), 1992
- Söndagsbarn, 1993
- Femte akten (Sista skriket, Larmar och gör sig till), 1994
- Röster i Skåne: en antologi (Bergmans bidrag: Chef i Helsingborg), 1996
- Enskilda samtal, 1996
- Den goda viljan, Söndagsbarn, Enskilda samtal, 1998
- Föreställningar (Trolösa, En själslig angelägenhet, Kärlek utan älskare), 2000
- Saraband, 2003
- Fårö 2003 (skrift med Tobias Fröberg, Föreningen Fårös framtid), 2003

## Mediaproduktioner med anknytning till Ingmar Bergman
Utöver en stor mängd böcker, tidningsartiklar och inslag i radio och TV på olika språk internationellt har det gjorts ett antal filmer och TV-program om och med Ingmar Bergman och hans arbete. Flera av dem har väckt stor internationell uppmärksamhet och tilldelats priser vid internationella filmfestivaler. Utöver Dokument Fanny och Alexander (1986) har det även gjorts så kallade "bakomfilmer" om produktionsarbetet av vissa av Ingmar Bergmans olika filminspelningar.

### Film och TV
- 1963 – Ingmar Bergman gör en film, om inspelningarna av Nattvardsgästerna, baserad på boken L136: Dagbok med Ingmar Bergman, Vilgot Sjöman[113]
- 1971 – På parkett, två avsnitt i Lasse Holmqvists SVT-underhållning med Bergman och två av dennes favoritartister, Povel Ramel och Elisabeth Söderström (12/6 och 14/8)[114]
- 1972 – Ingmar Bergmans värld, Stig Björkman
- 1979 – Bakomfilm Höstsonaten, från inspelningarna av Höstsonaten i exil i Oslo, fotograf Arne Carlsson
- 1988 – Här är ditt liv, SVT-program med Lars Holmqvist, Bibi Andersson, Ingmar Bergman, Liv Ullmann med flera (16/1)[115]
- 1997 – Bergmans röst, intervjufilm à 87 minuter (en förkortad version, Ett samtal med Ingmar Bergman, i SVT 1997), Gunnar Bergdahl
- 2000 – En bildmakare, bakomfilm från produktionen av Bildmakarna, Bengt Wanselius
- 2002 – Ingmar Bergman: Intermezzo, intervjufilm à 40 minuter, Gunnar Bergdahl
- 2003 – Ingmar Bergman – 3 dokumentärer om film, teater, Fårö och livet (Bergman och filmen, Bergman och teatern, Bergman och Fårö), intervjudokumentärer för SVT (även som en internationell version i långfilmsformat: Bergman's Island), Marie Nyreröd
- 2003 – I Bergmans regi, från inspelningarna av Saraband, Arne Carlsson
- 2008 – Kvinnorna och Bergman, minnessamtal med Nils Petter Sundgren och några av Bergmans framträdande skådespelerskor, Stockholms filmfestival och SVT
- 2008 – Männen och Bergman, minnessamtal med Nils Petter Sundgren och några av Bergmans framträdande skådespelare, Stockholms filmfestival och SVT
- 2009 – Bilder från lekstugan, urvalssamling från Bergmans privata 16-millimetersfilmer från 1950- och 1960-talens inspelningar, Stig Björkman och Marie Nyreröd
- 2010 – …men filmen är min älskarinna, dokumentär om Bergmans arbete, Stig Björkman
- 2012 – Bergmans videohylla, SVT-serie om Bergmans privata filmsamling och möte med filmernas regissörer
- 2012 – Liv & Ingmar, indisk-europeisk dokumentär om Liv Ullmanns och Ingmar Bergmans relation, Dheeraj Akolbar
- 2013 – Fanny, Alexander & jag, filmdokument för SVT om Dramatens scenproduktion av Fanny och Alexander, Stig Björkman